# Biserica de lemn din Beica de Jos

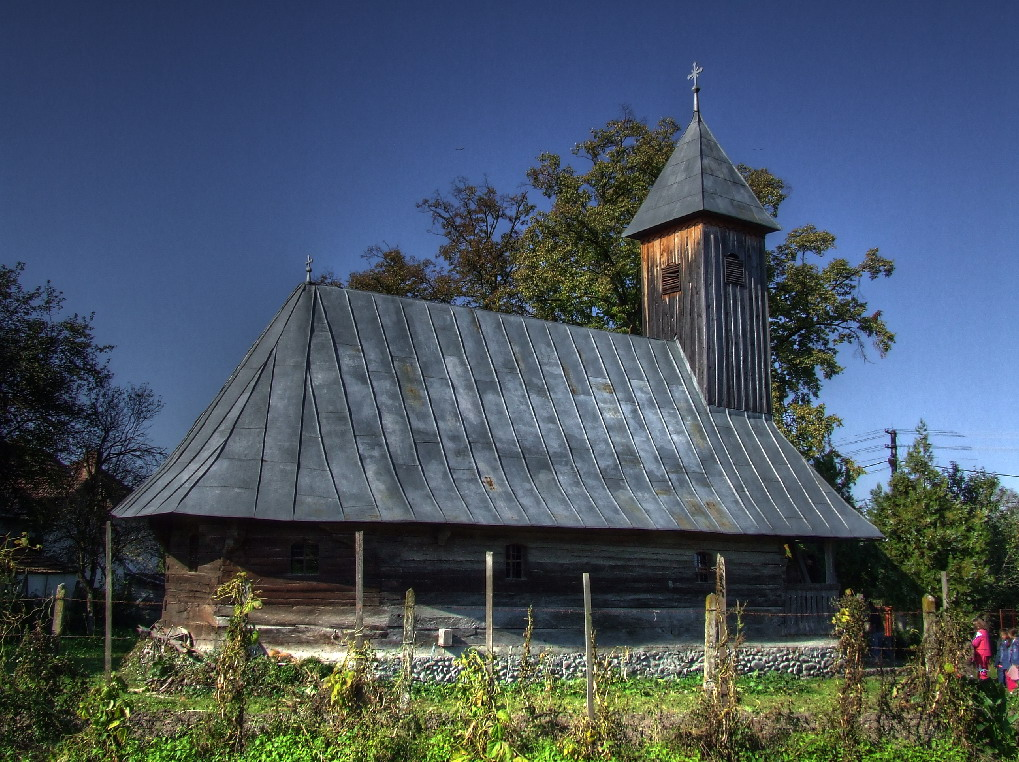
Biserica de lemn din Beica de Jos, vedere din nord, sept. 2008

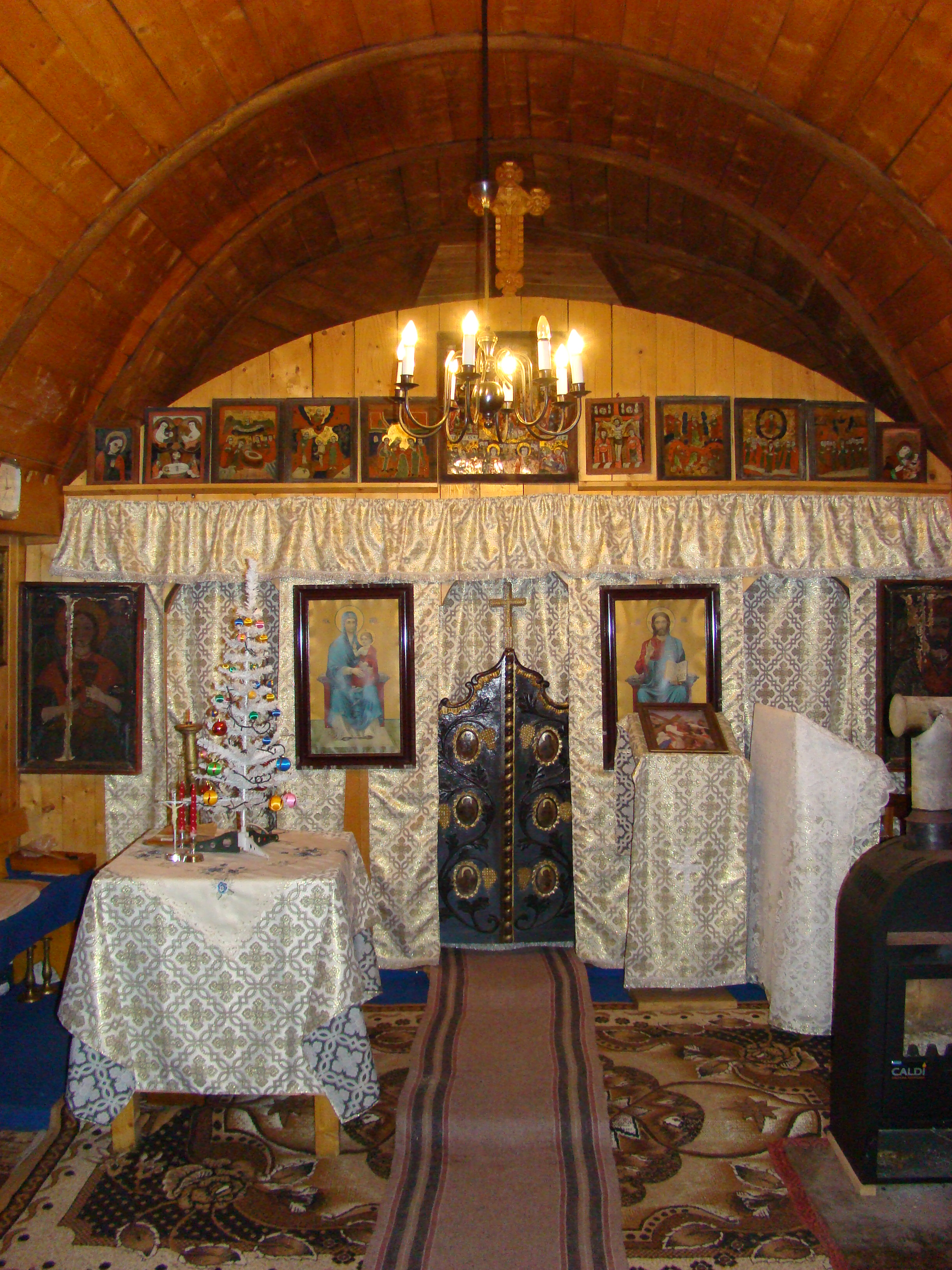

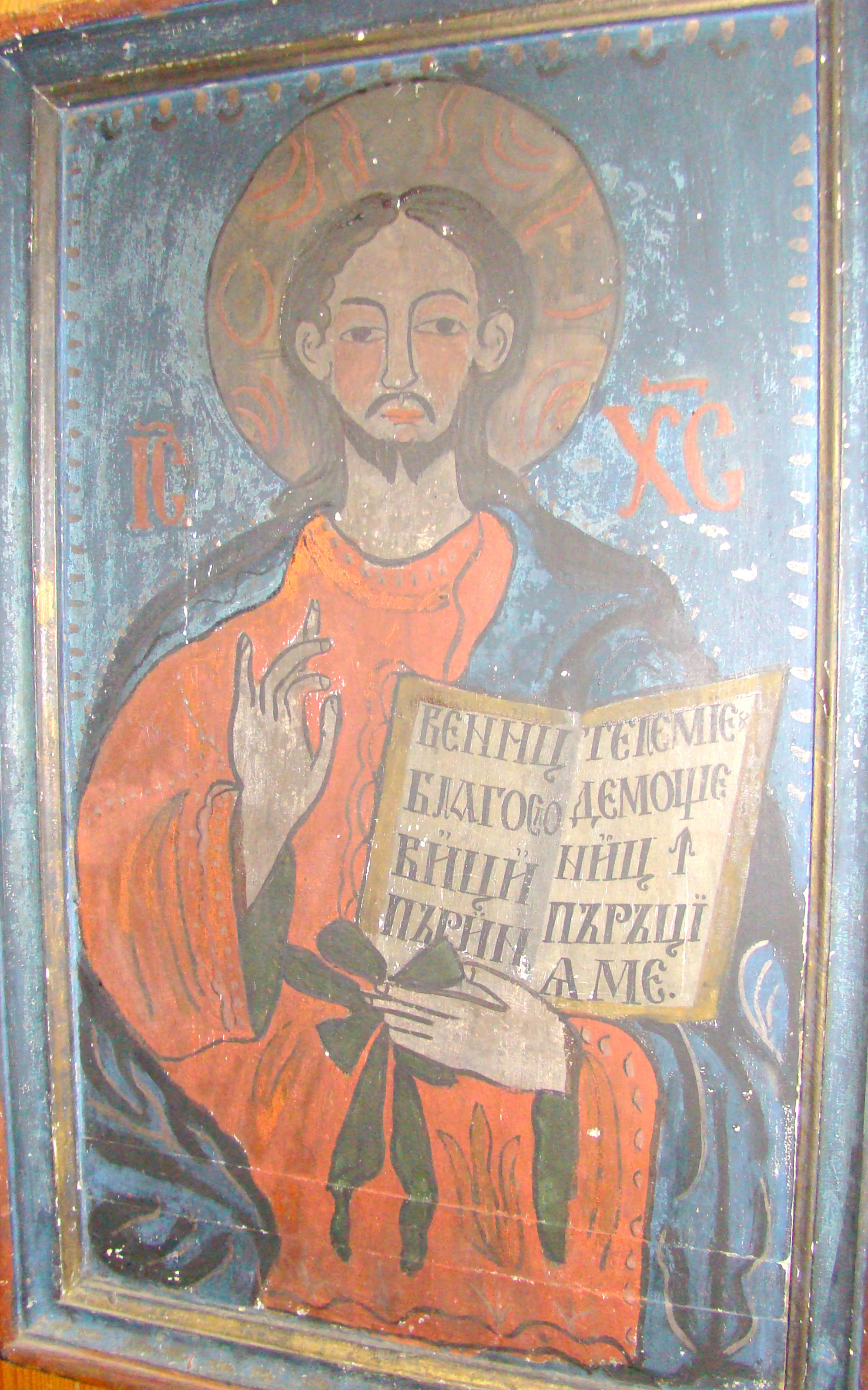

Biserica de lemn din Beica de Jos, comuna Beica de Jos, județul Mureș, datează din anul 1810 . Are hramul „Sfântul Nicolae”. Biserica se află pe noua listă a monumentelor istorice sub codul LMI:  MS-II-m-B-15606.

## Imagini din interior

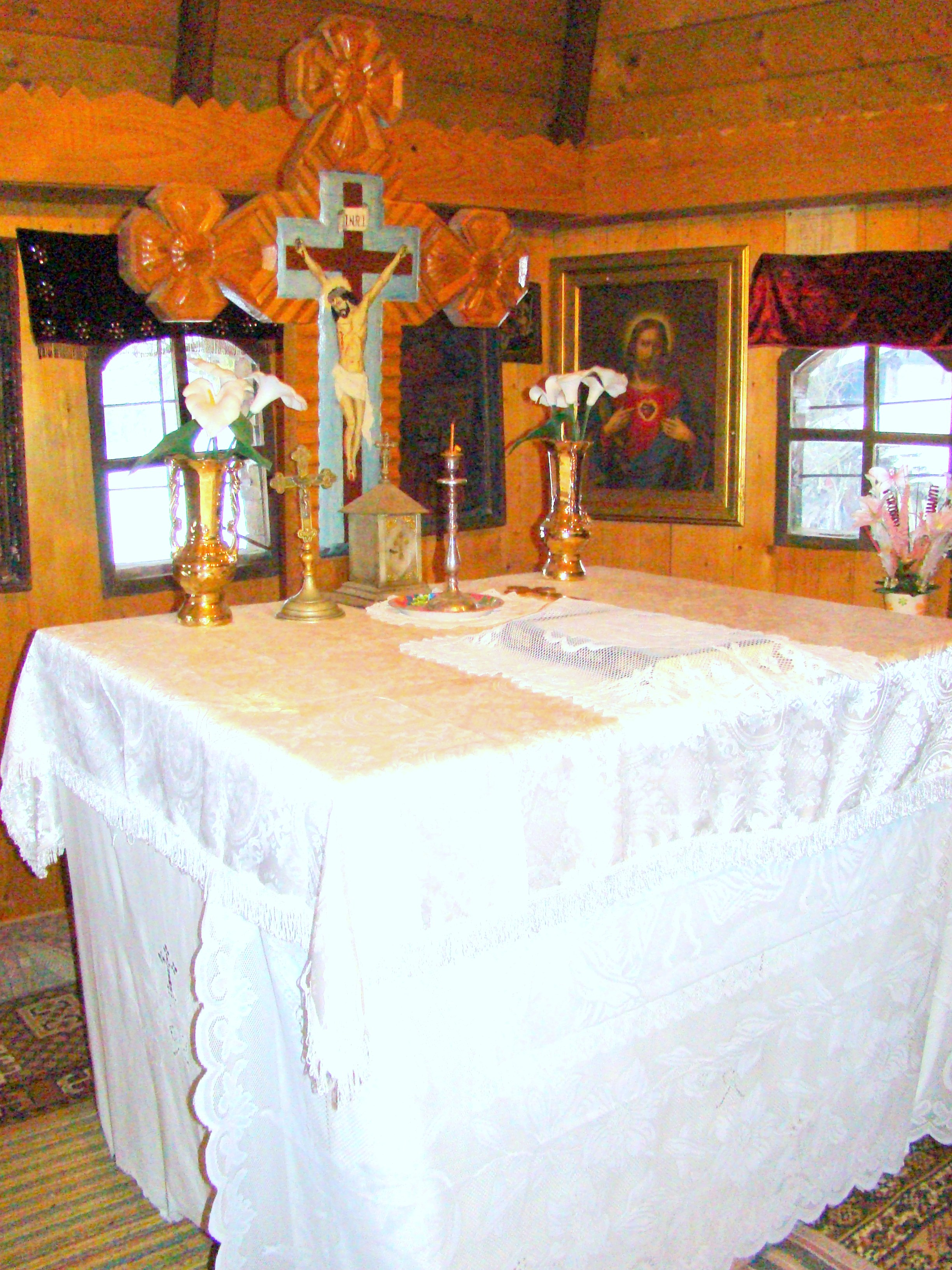
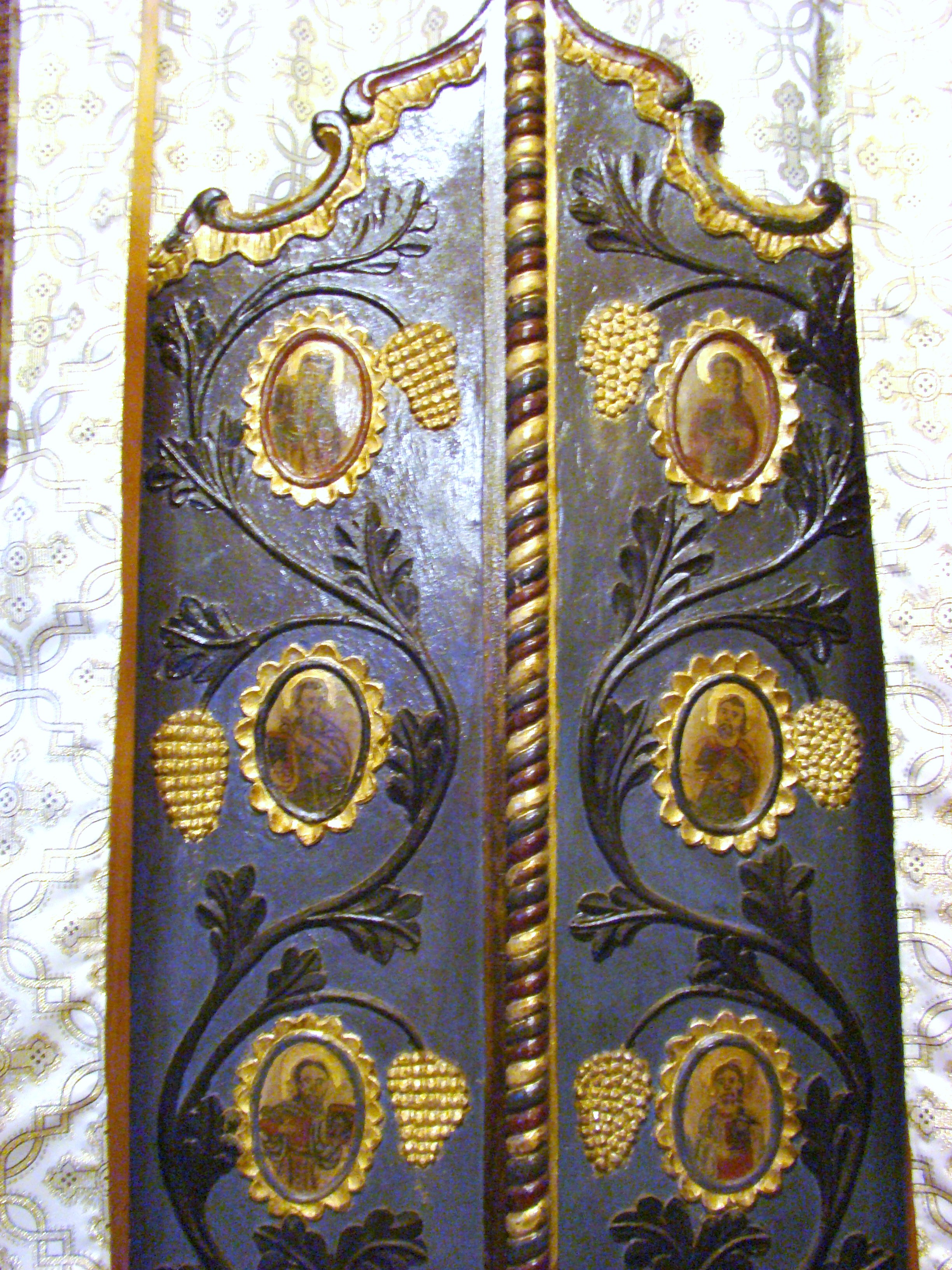
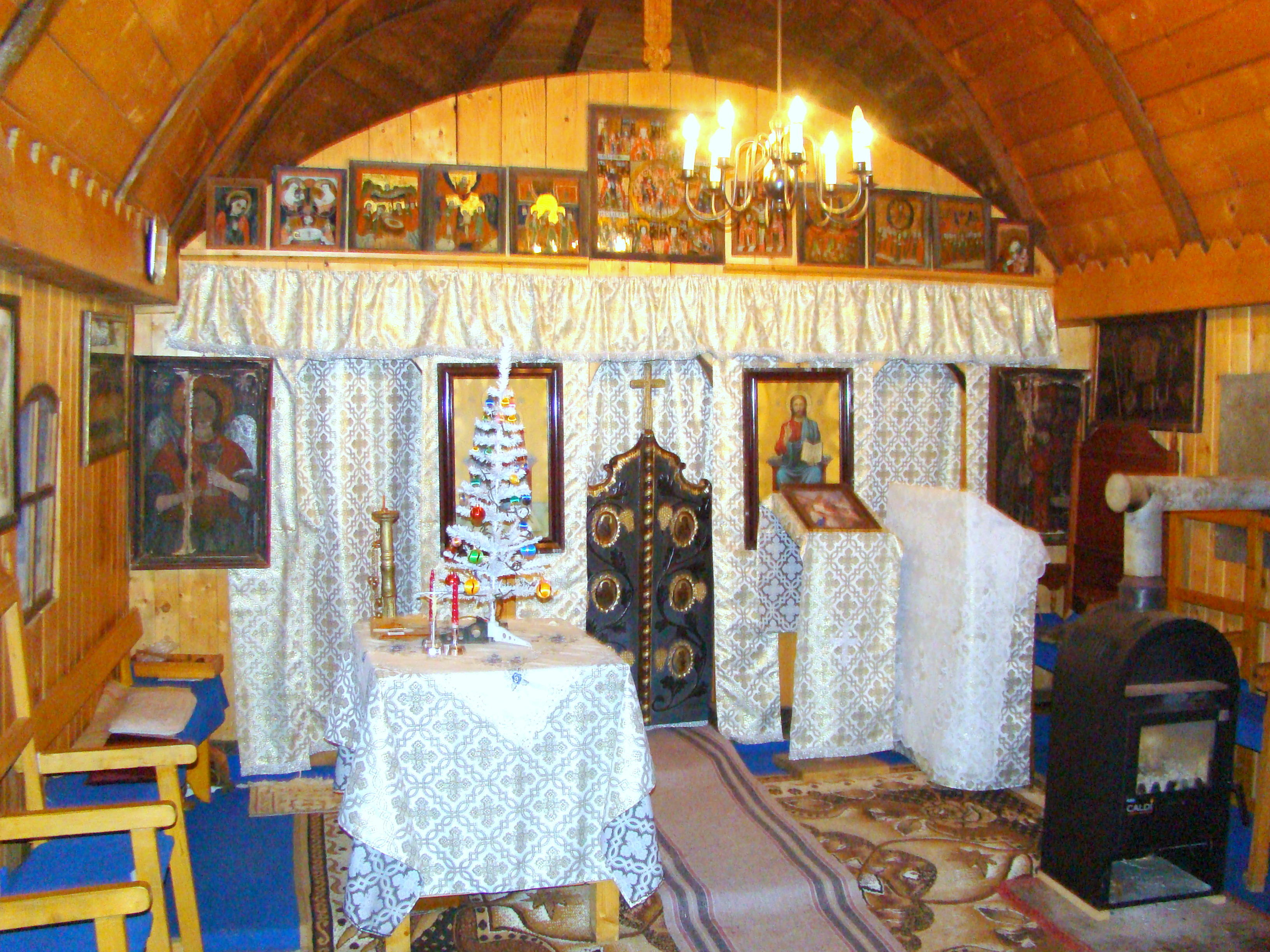
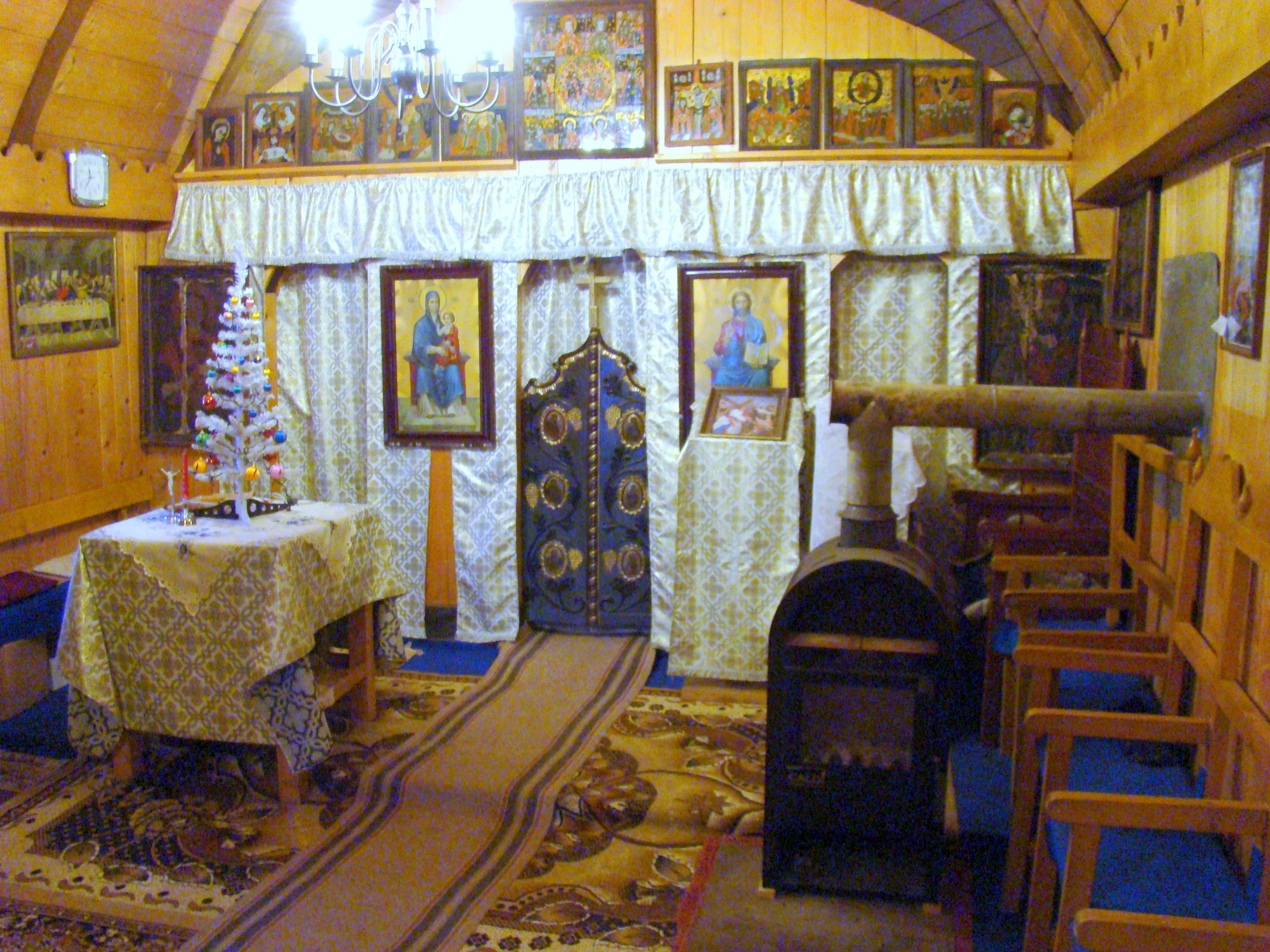
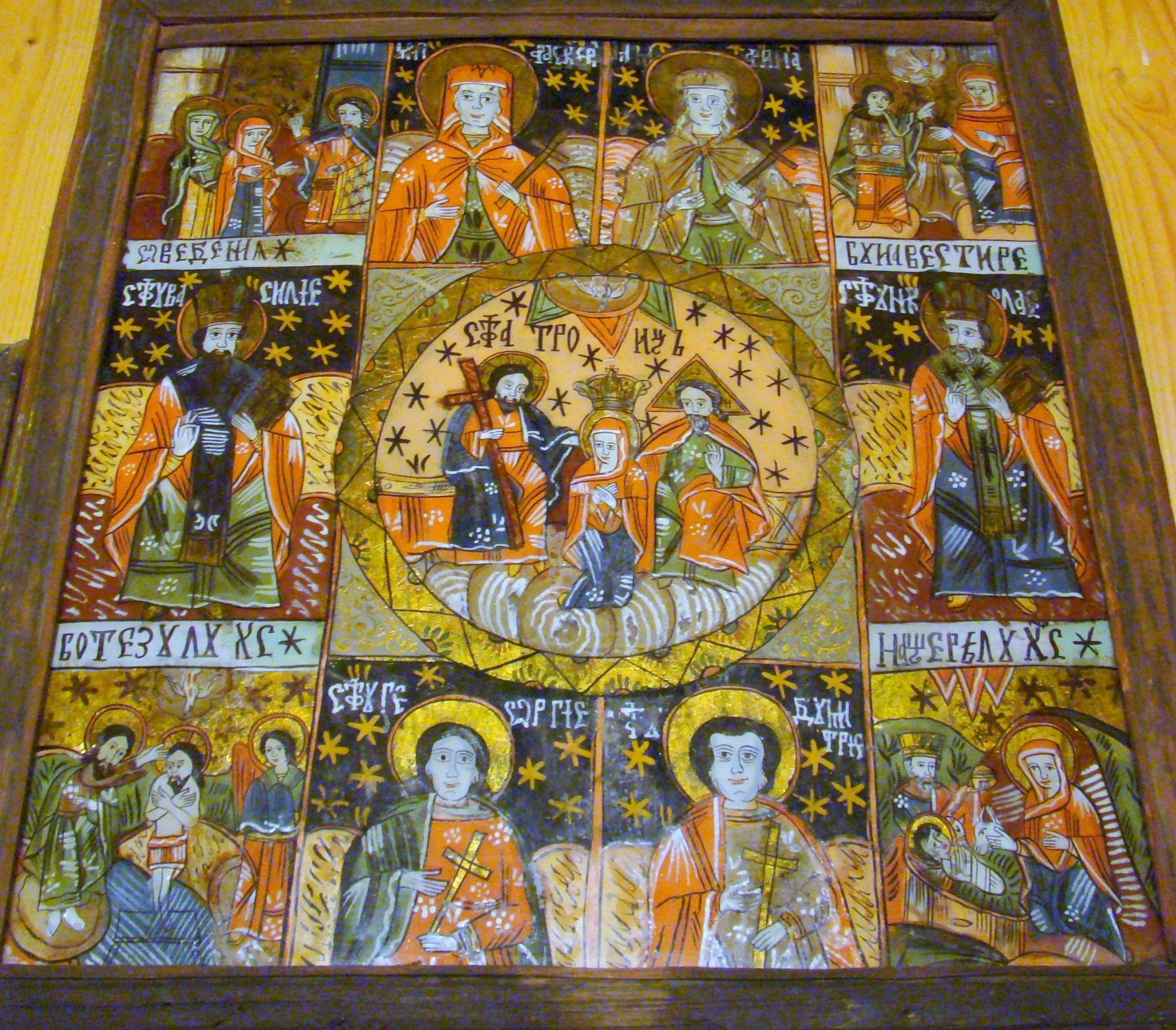
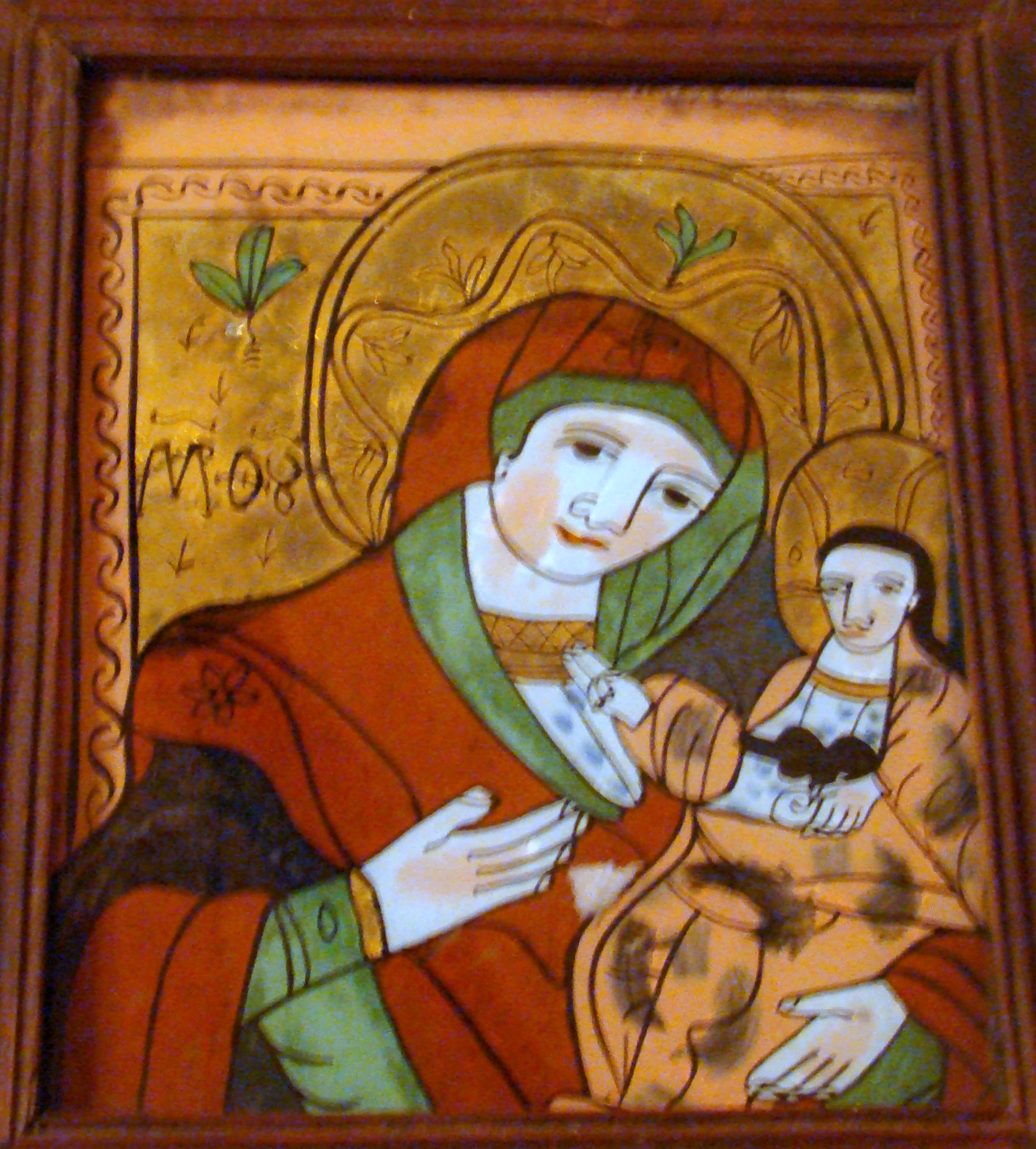
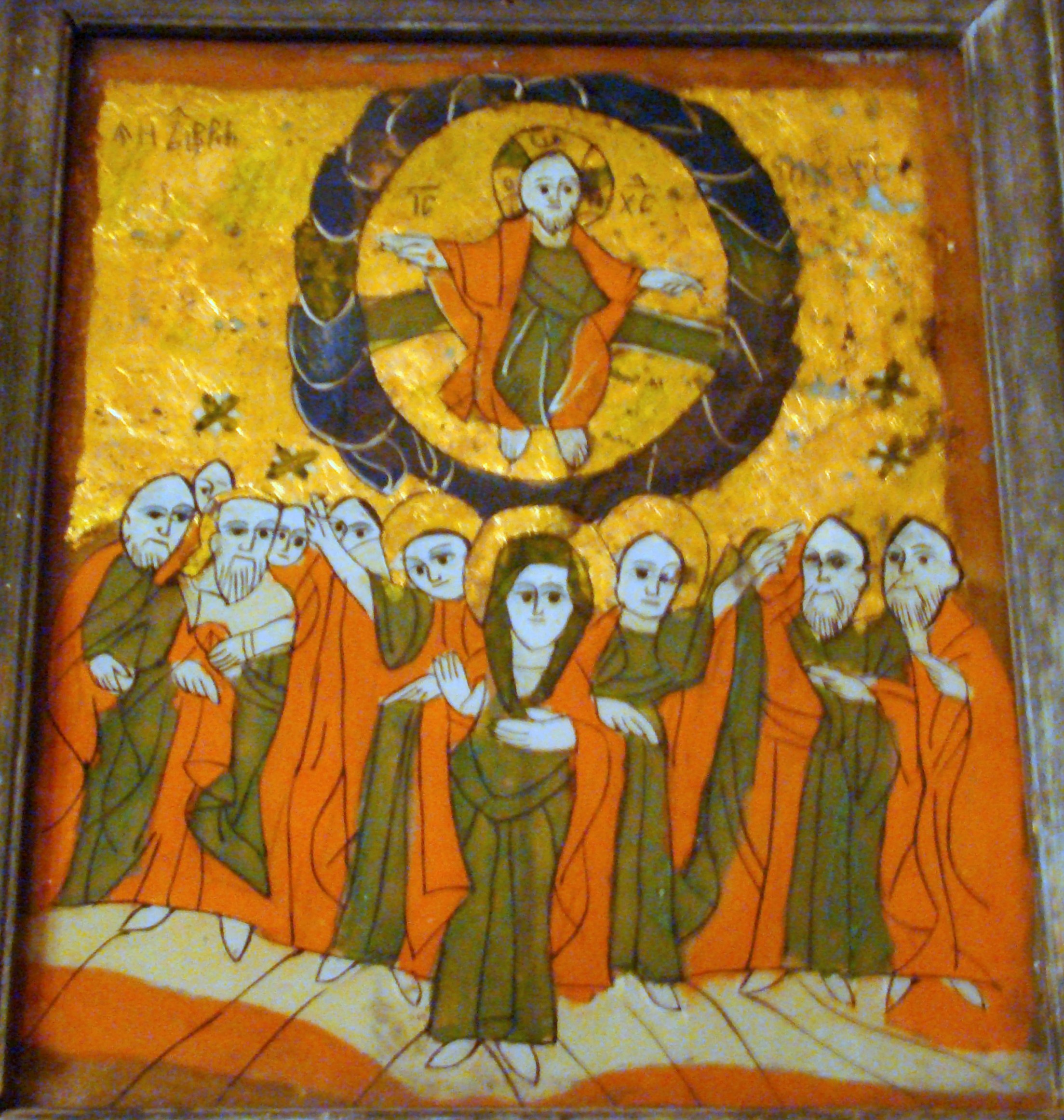
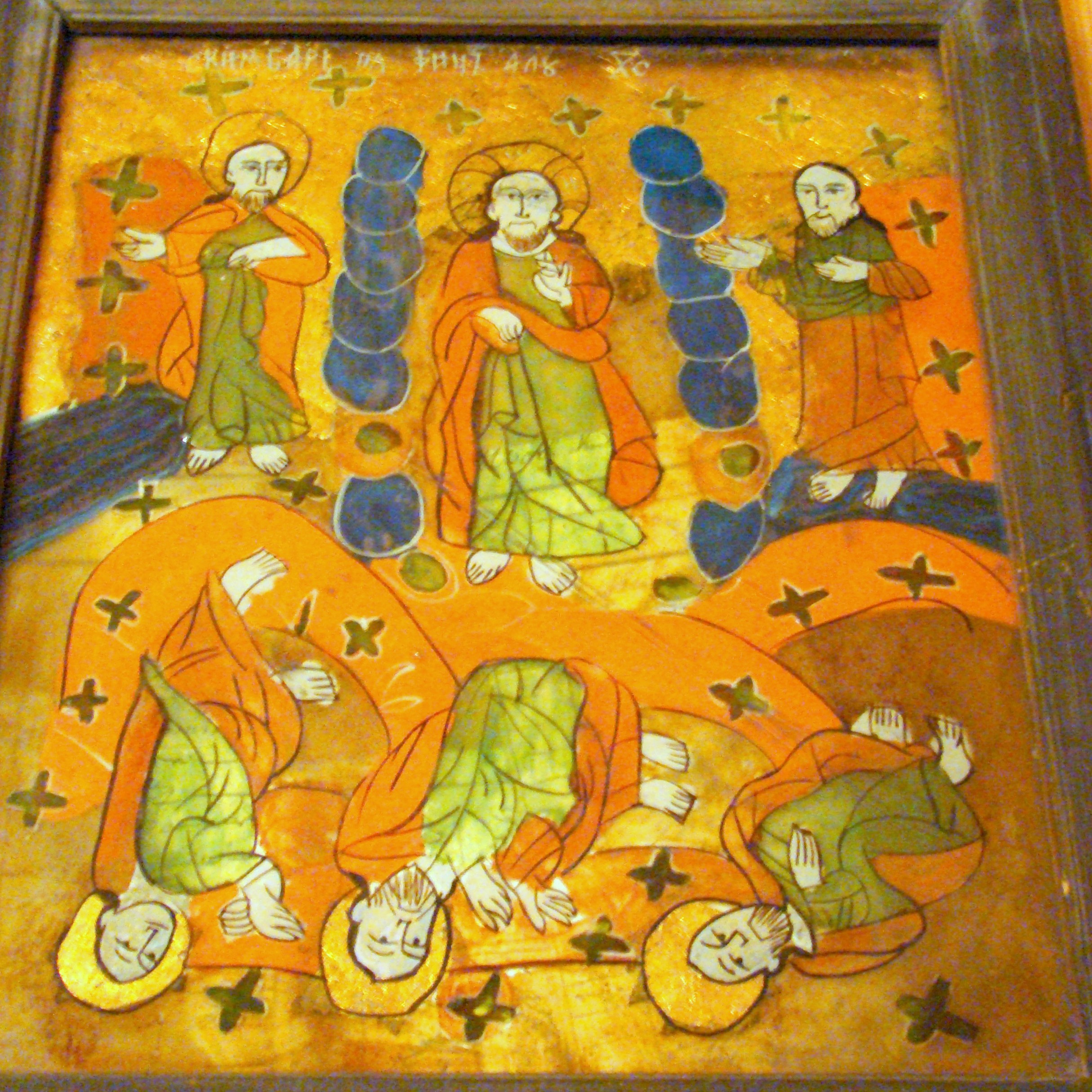
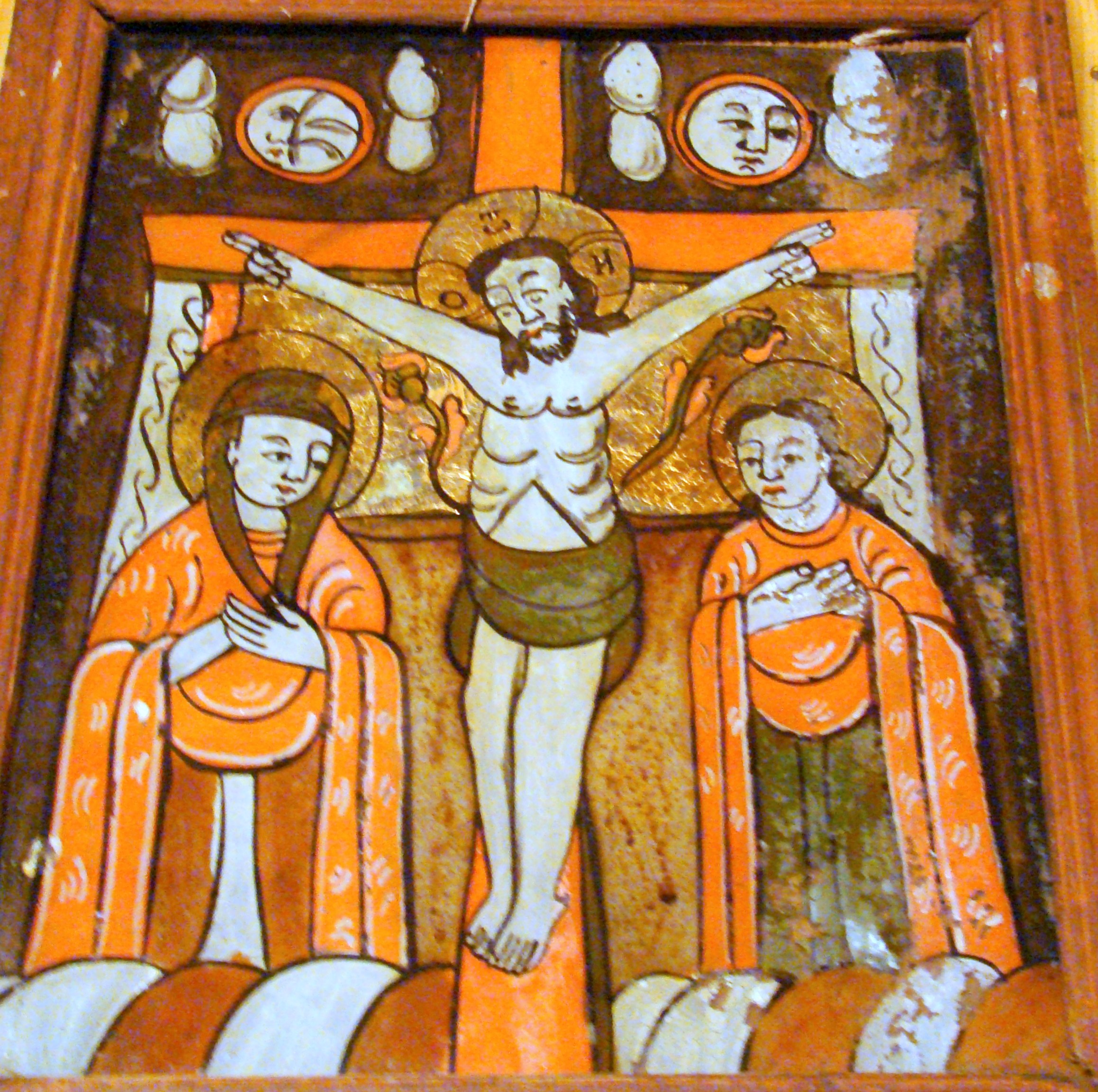
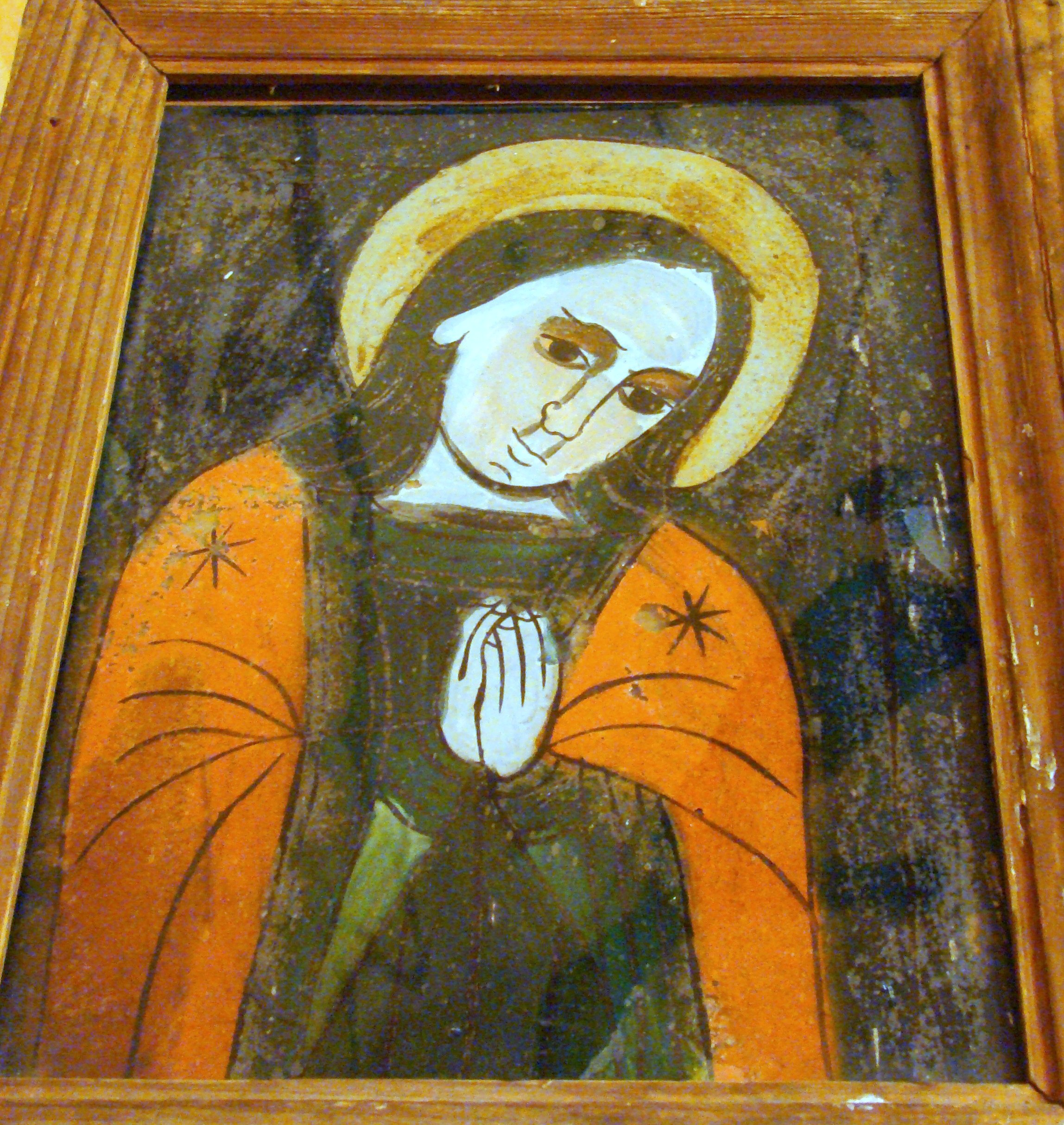
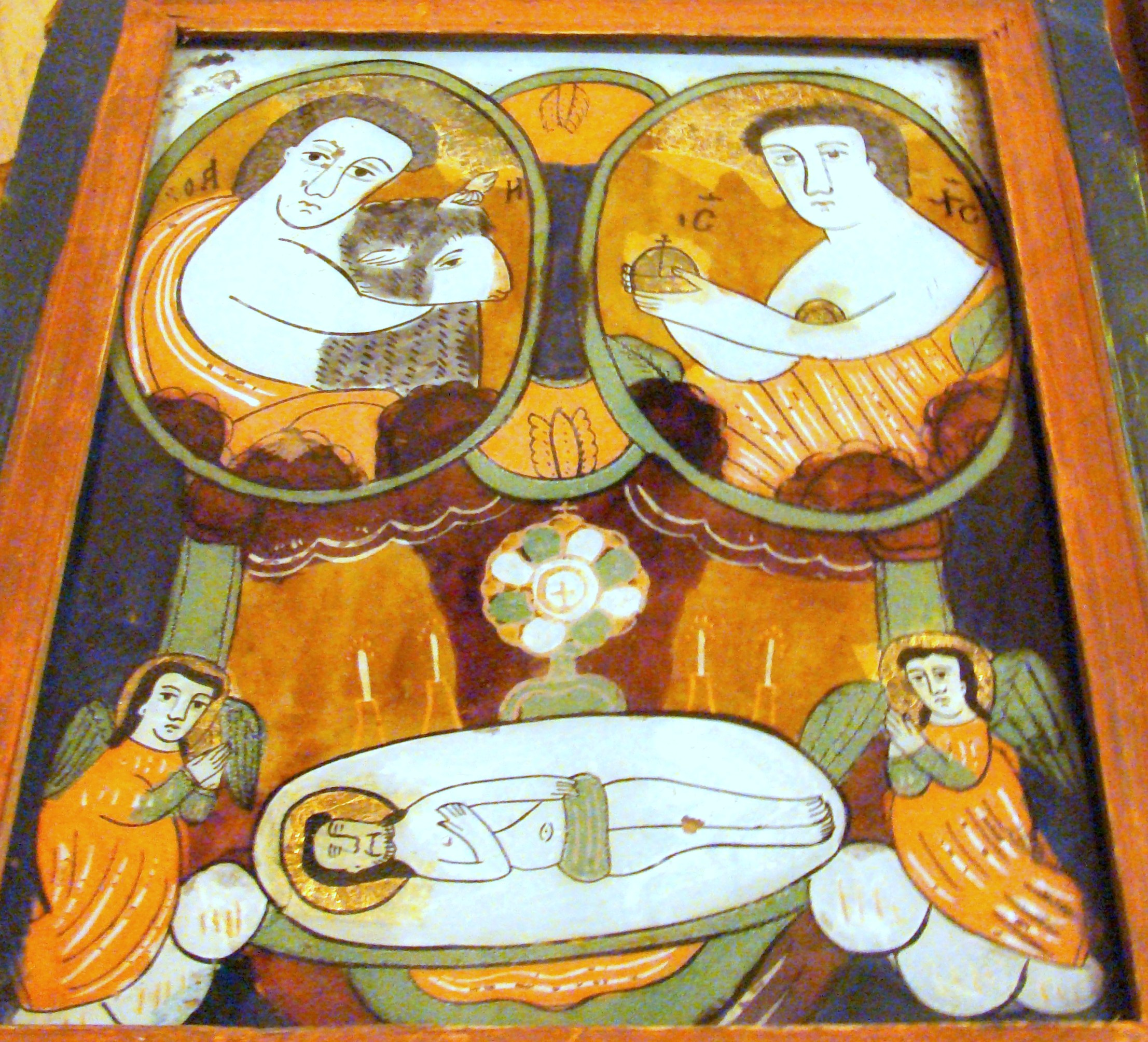
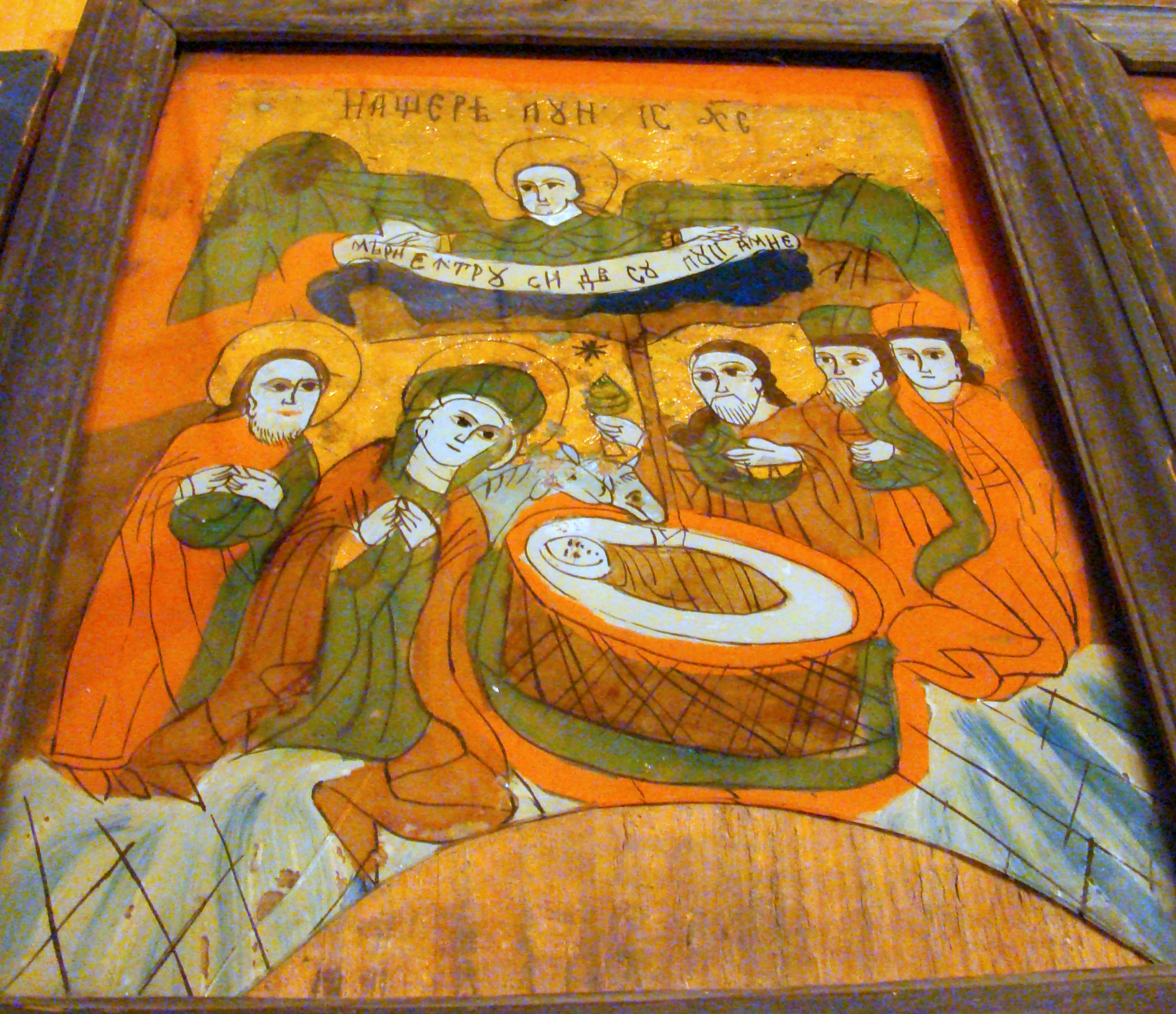
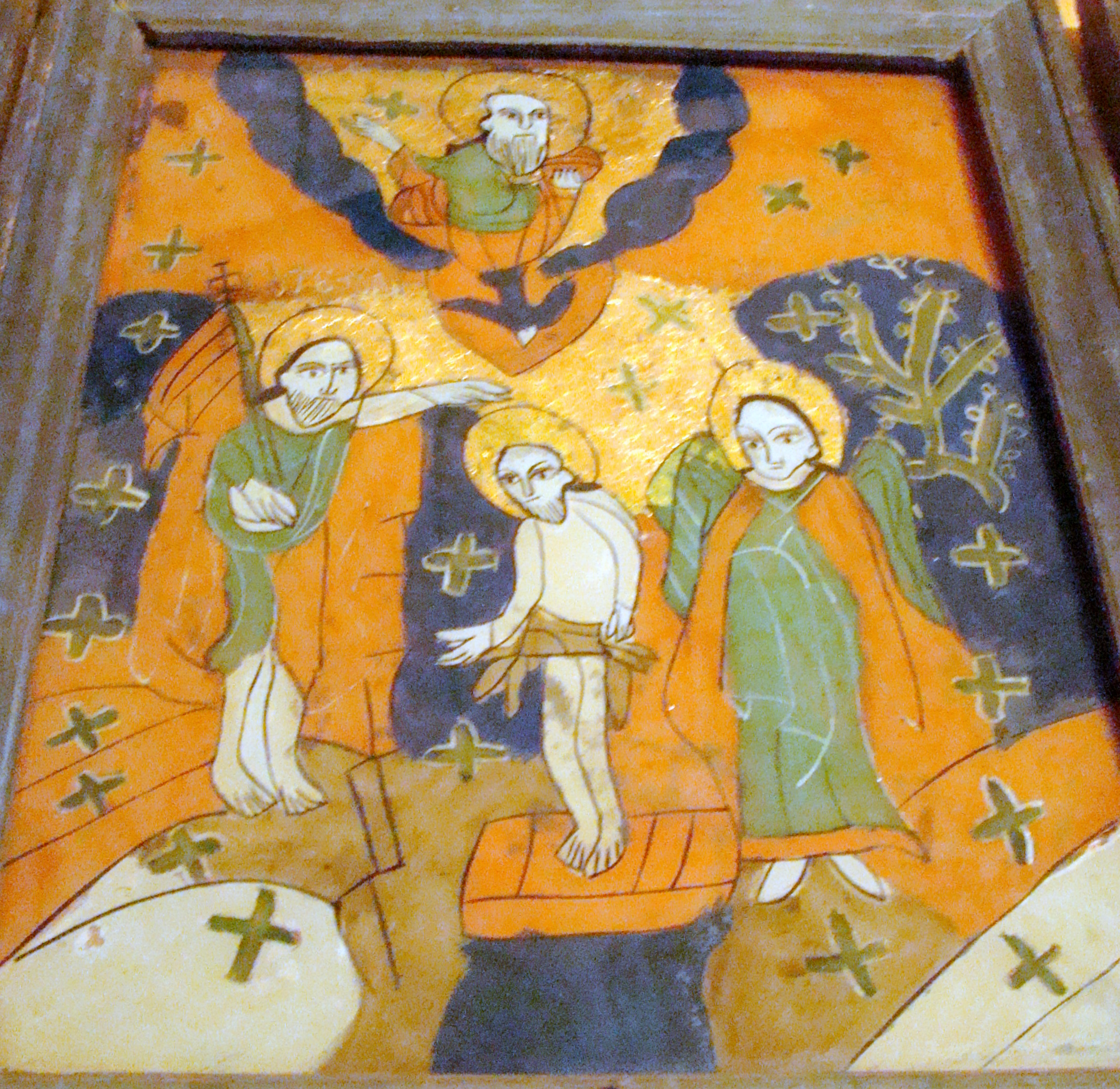
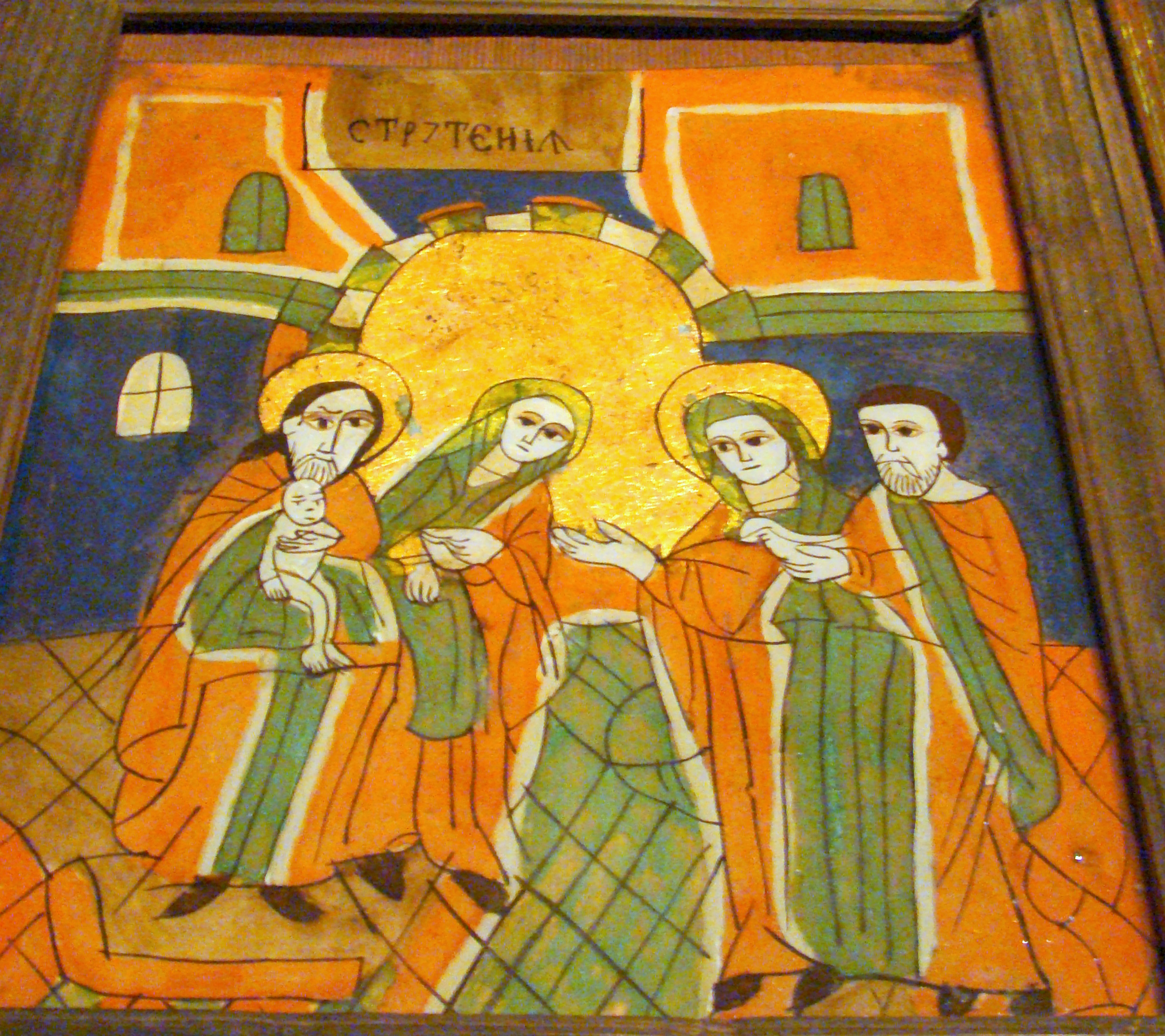
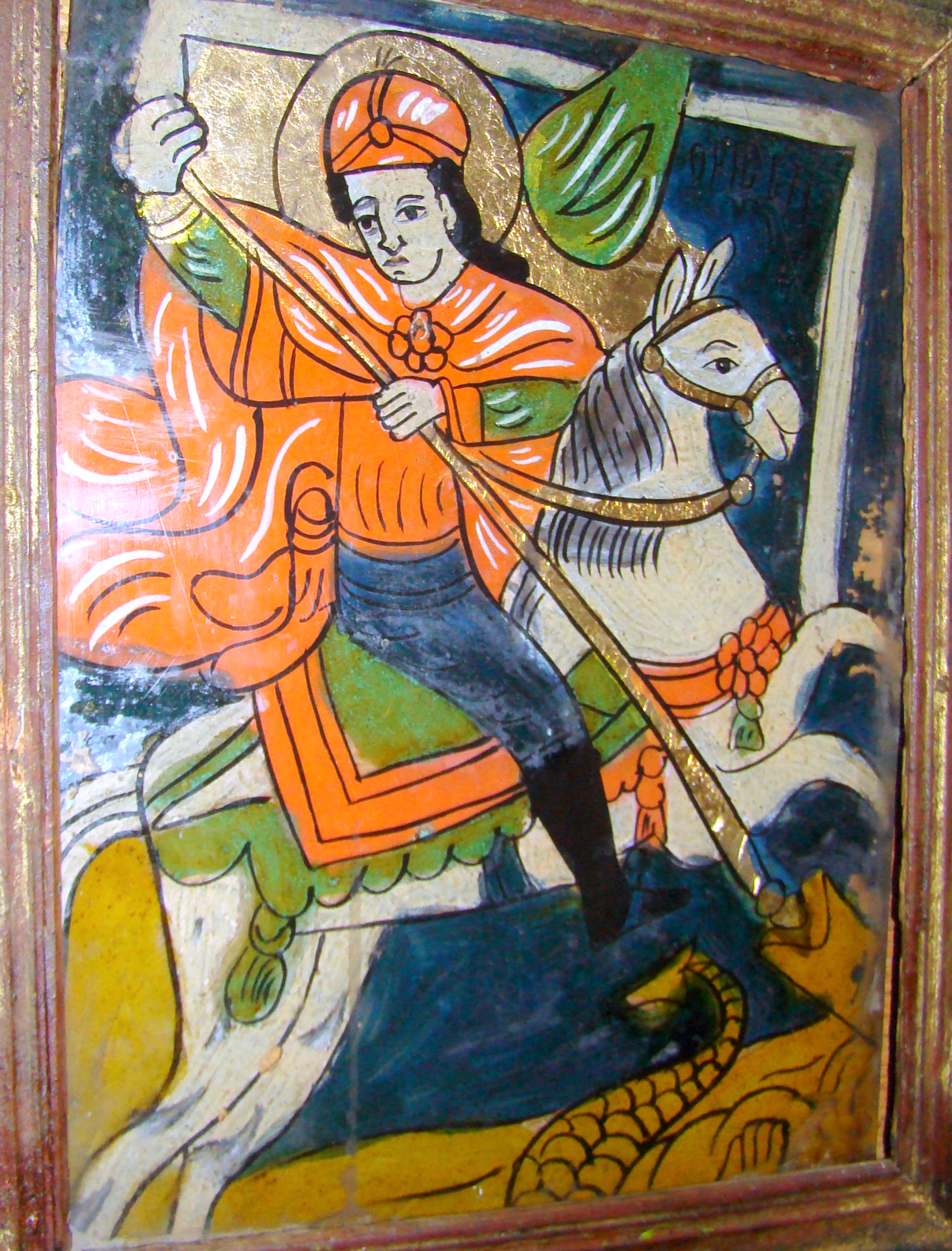
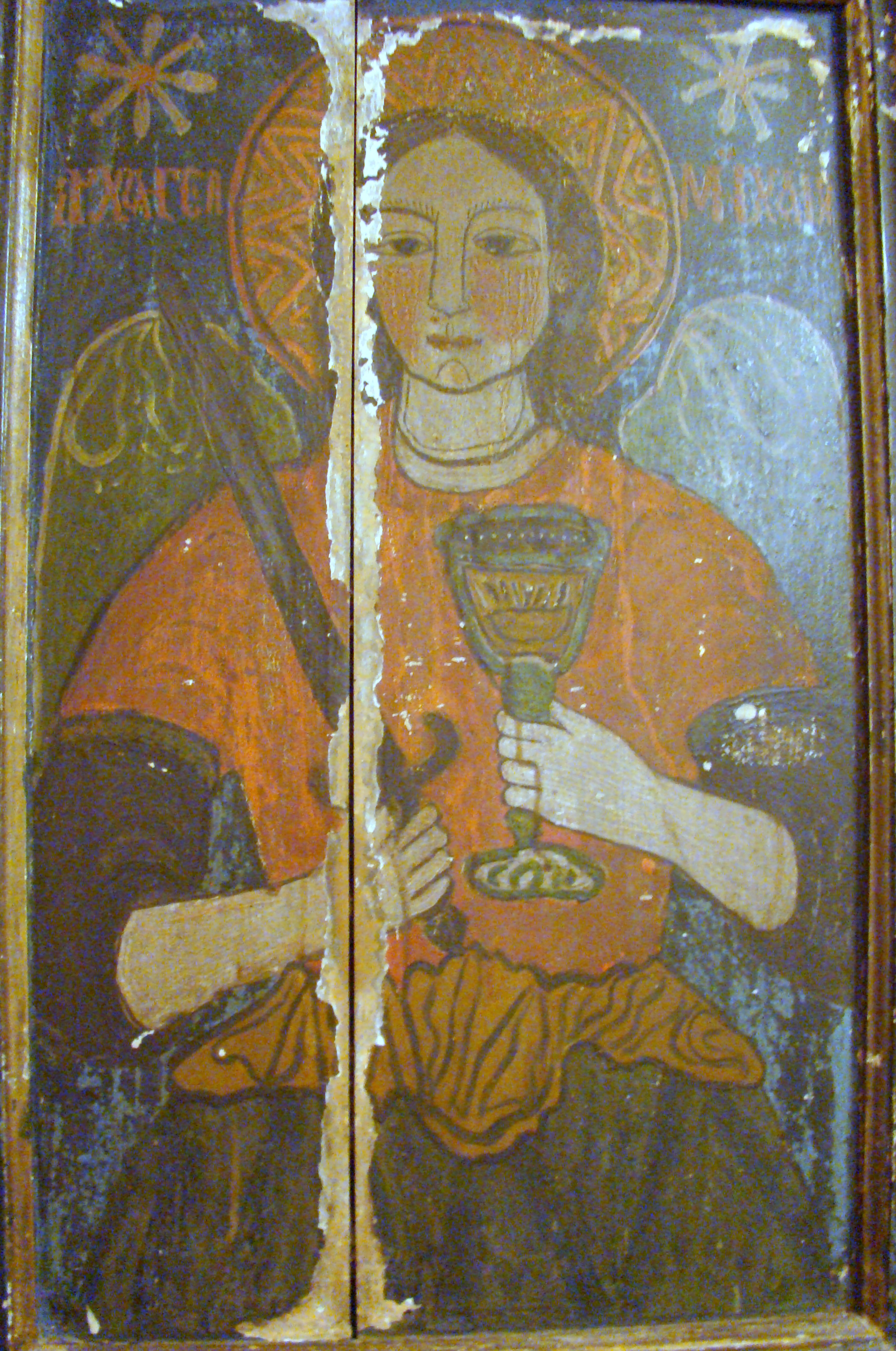
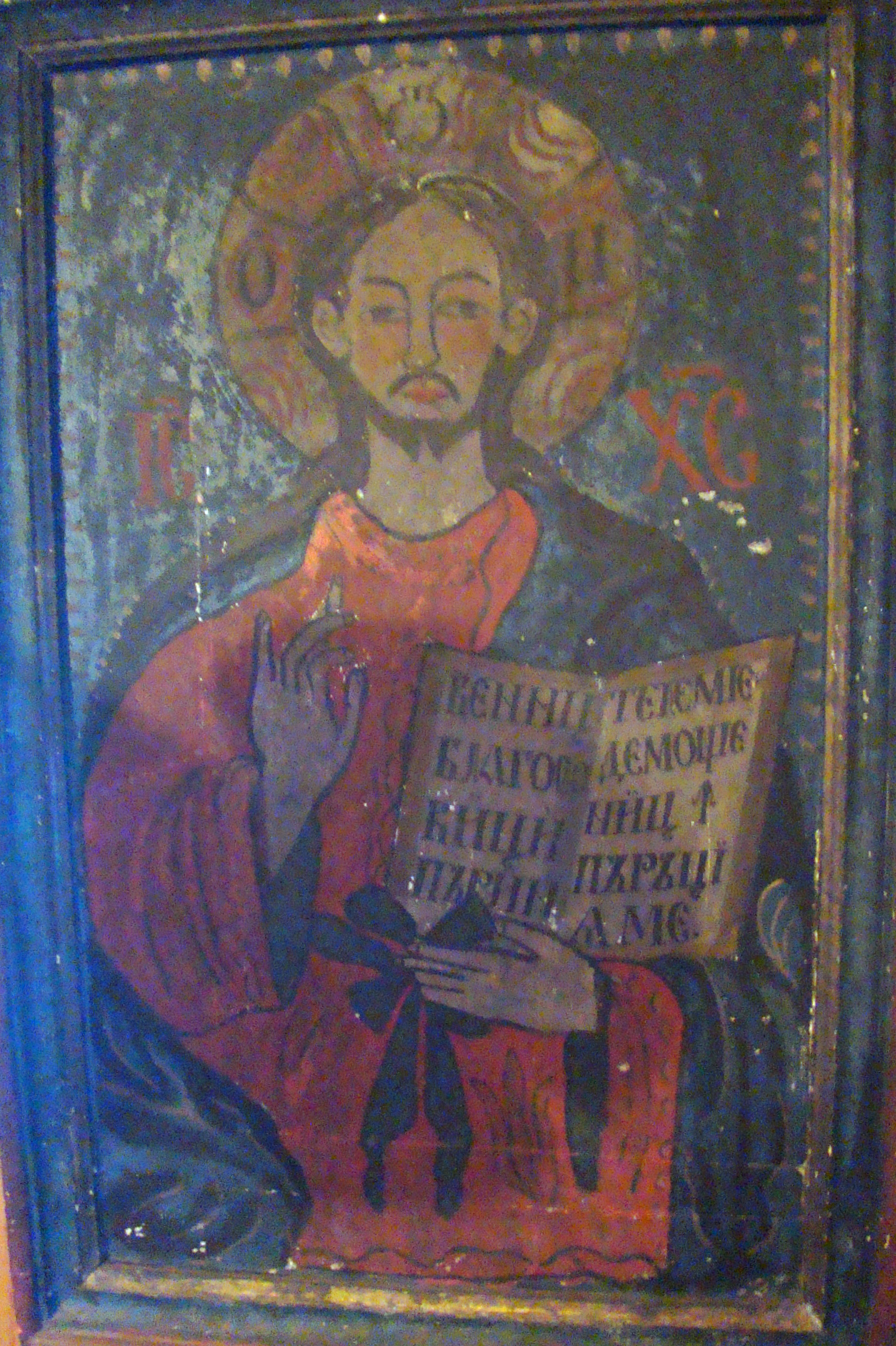
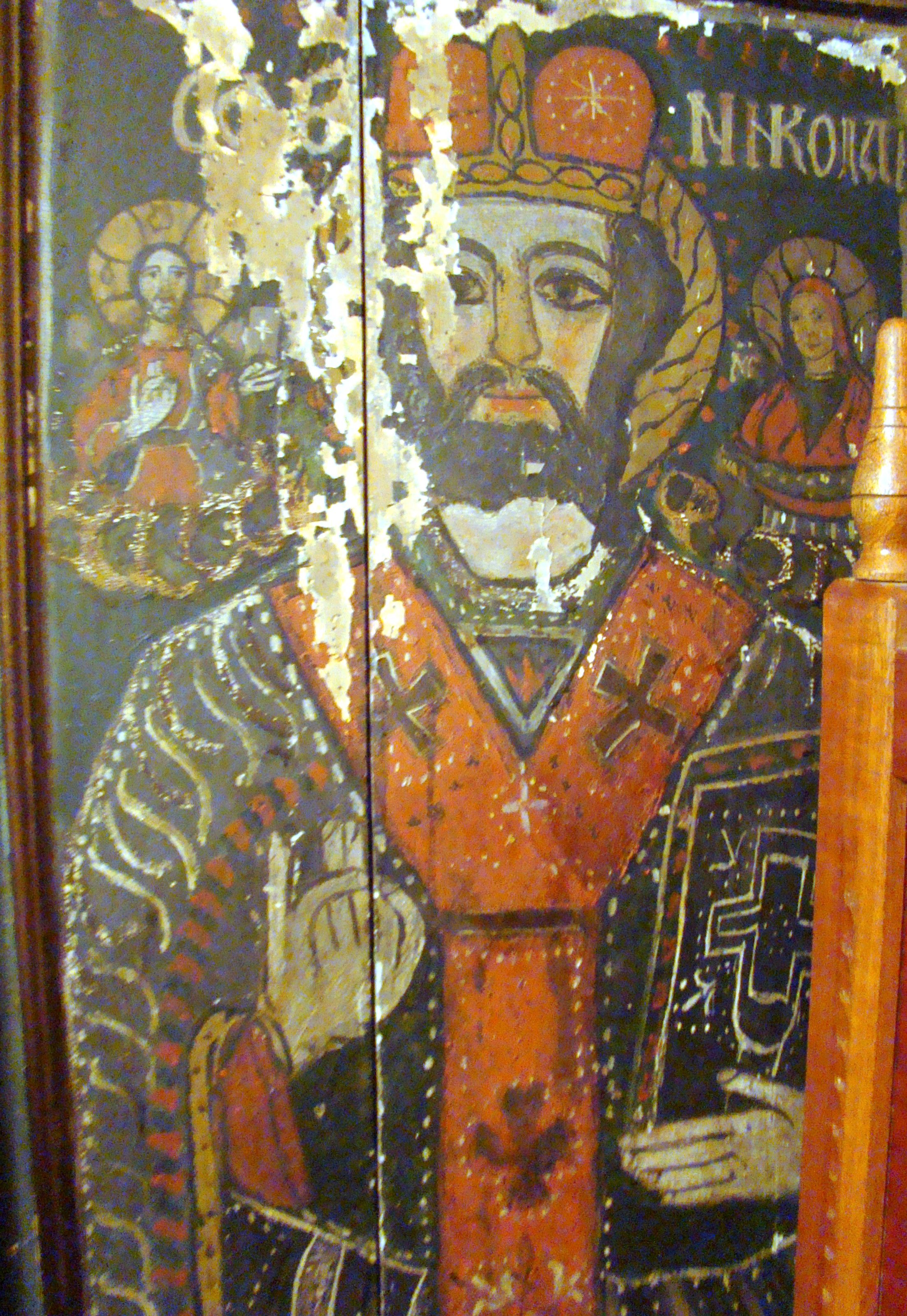
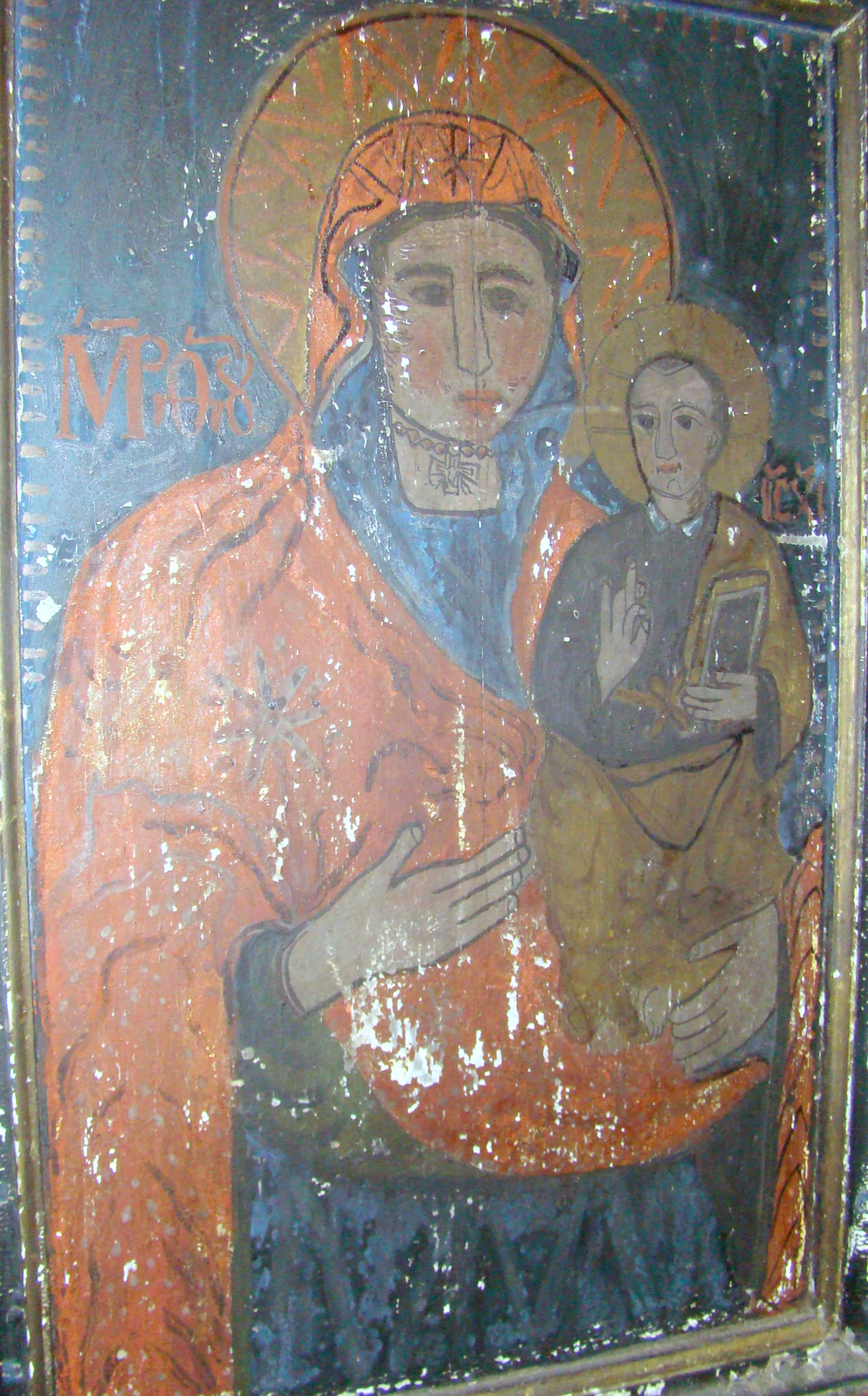
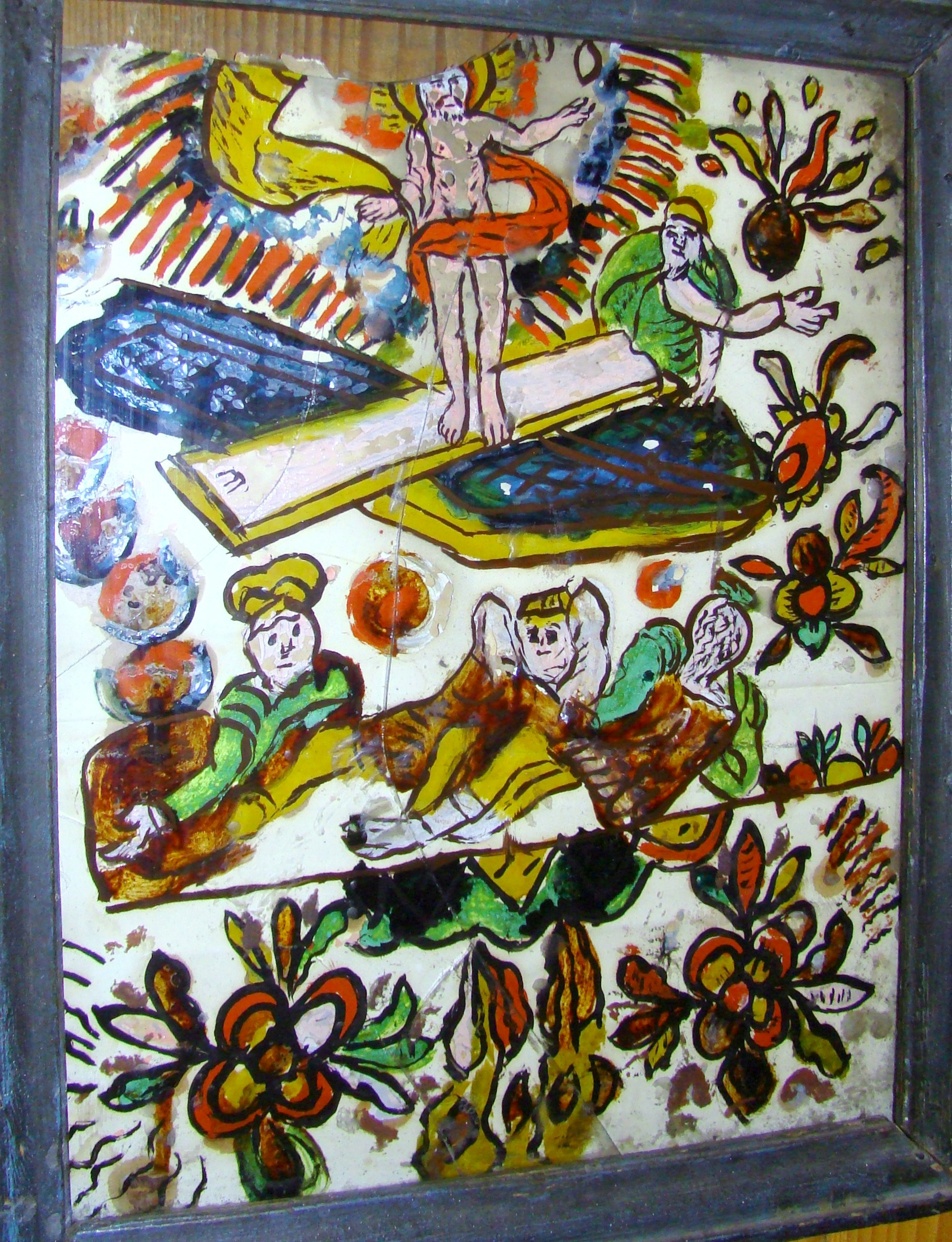

## Imagini din exterior

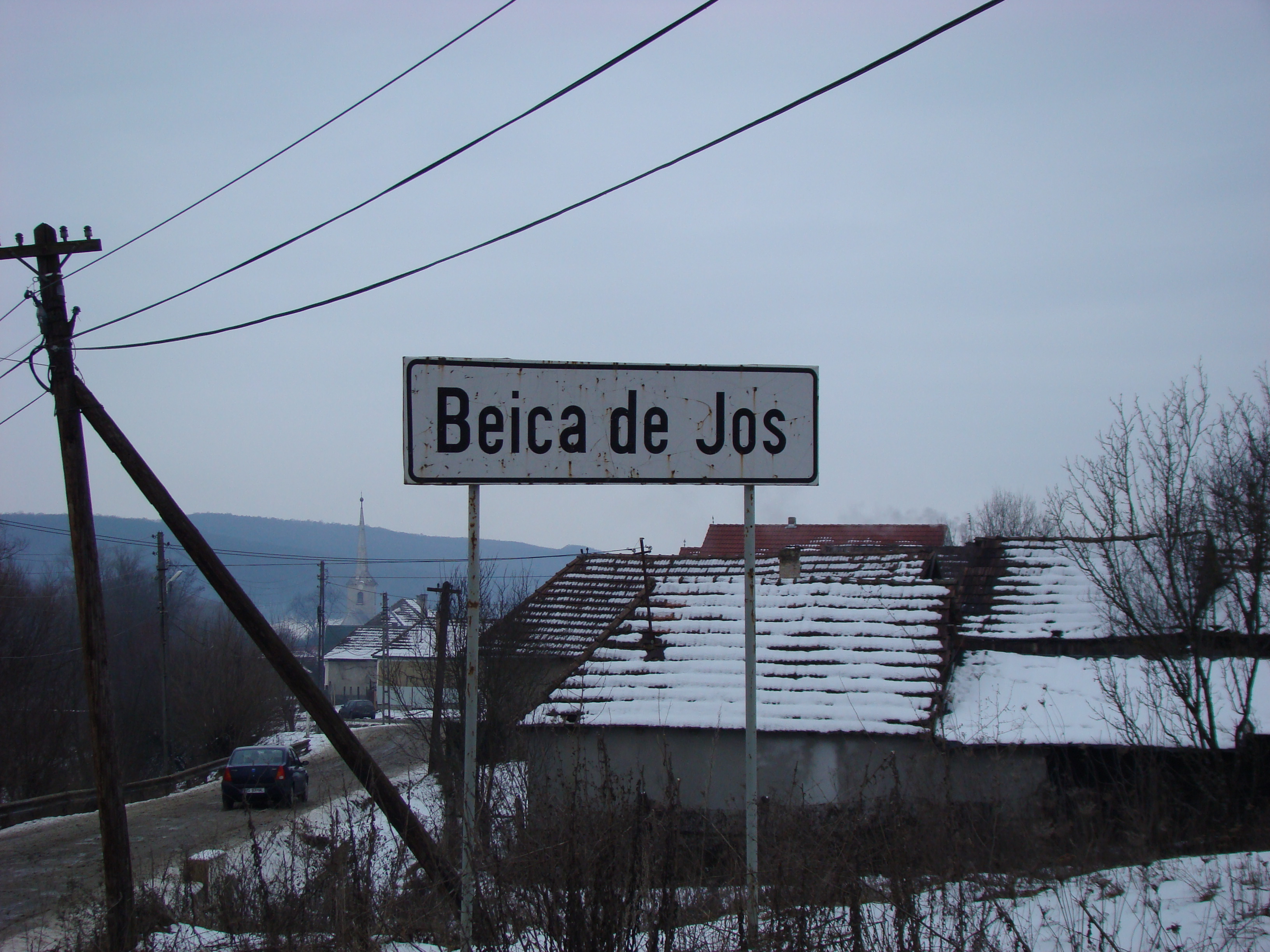
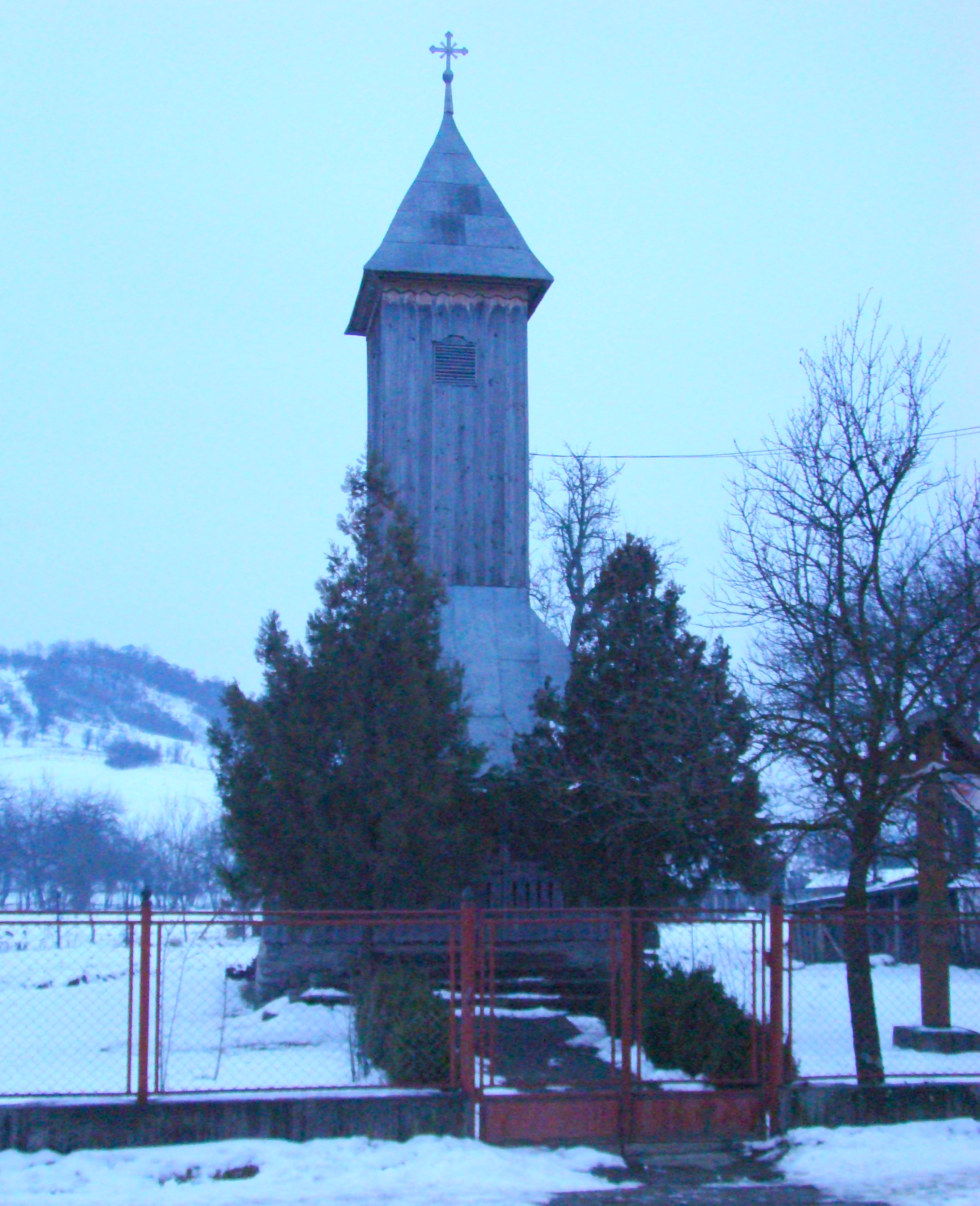
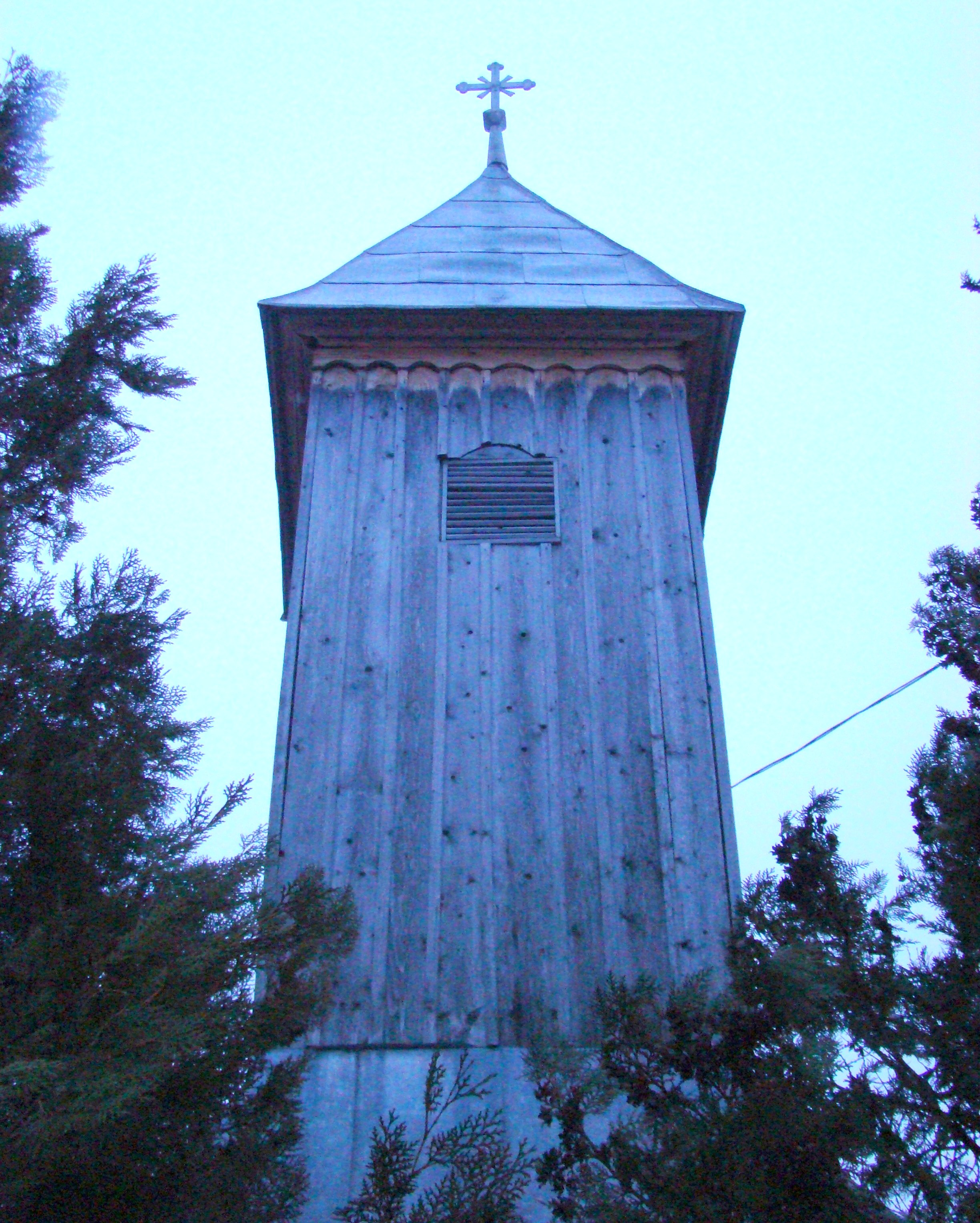
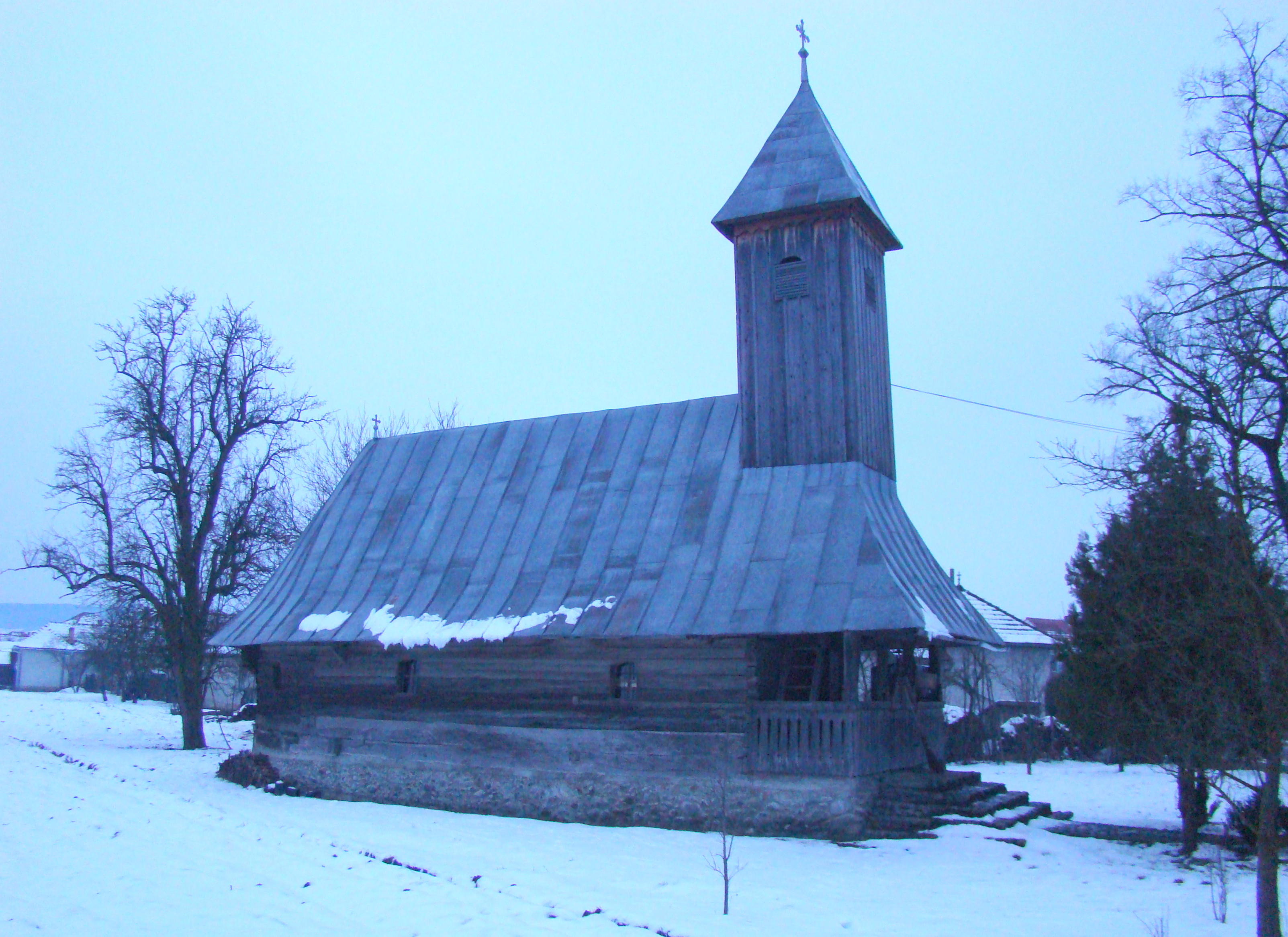
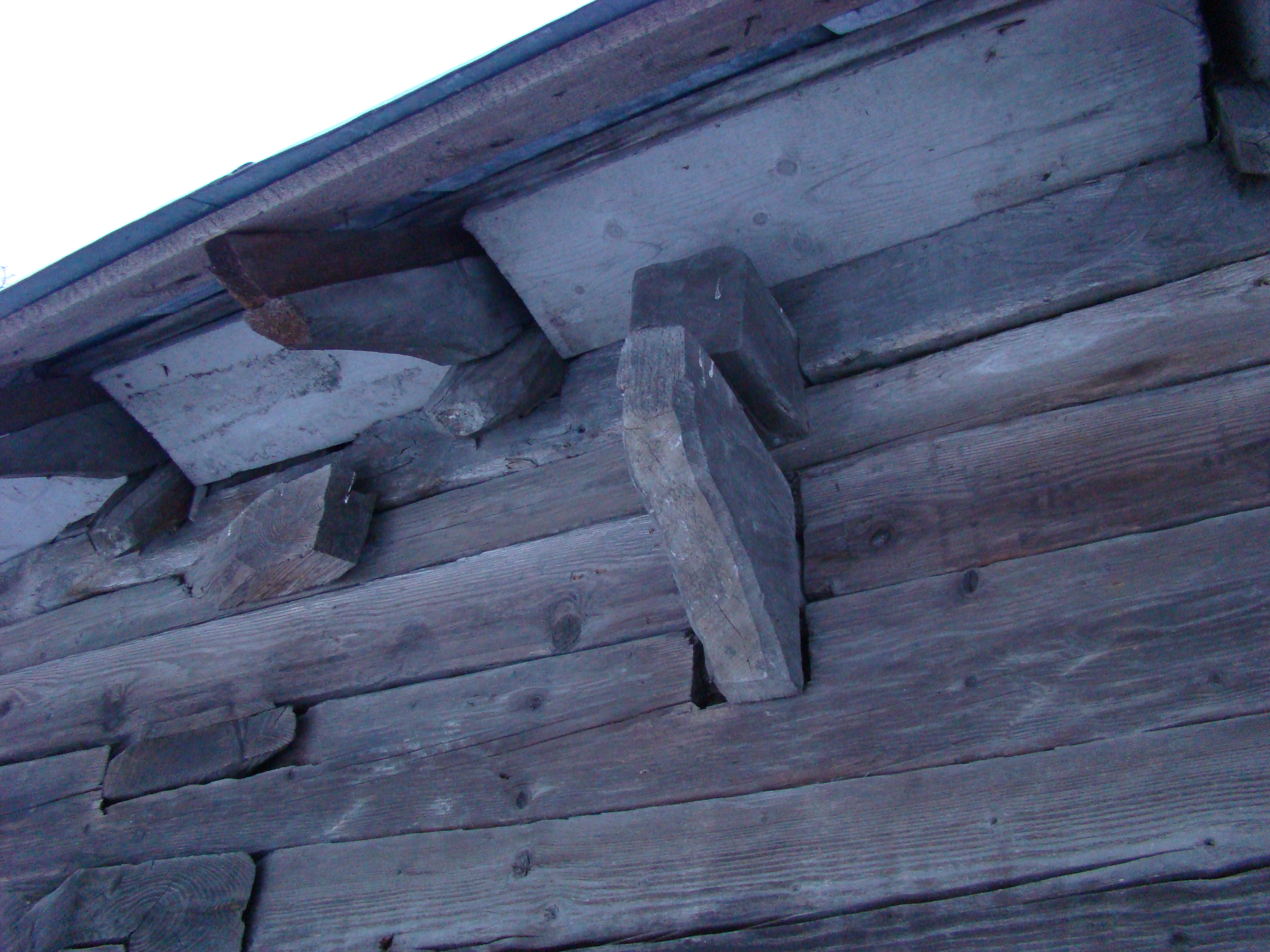
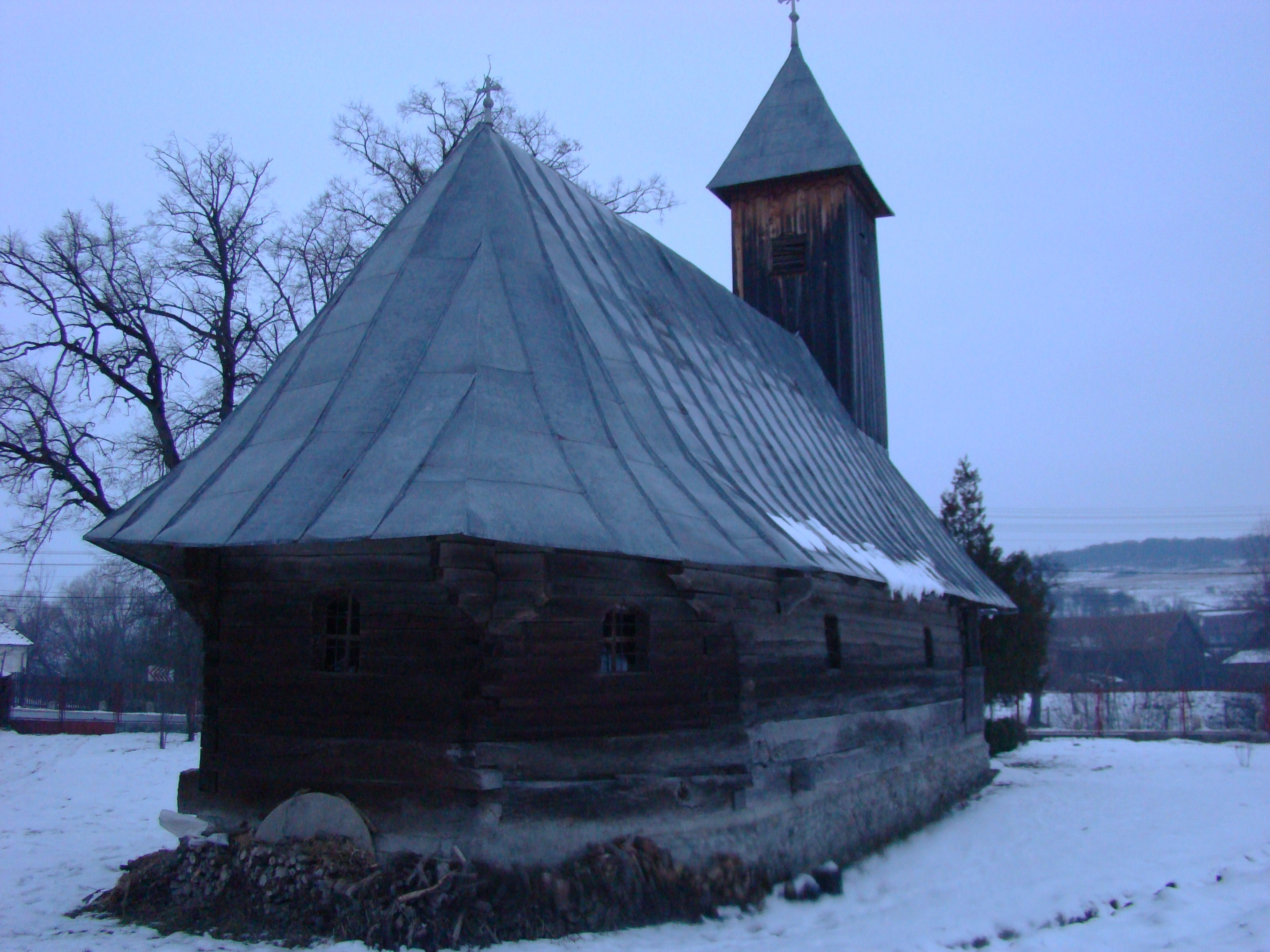
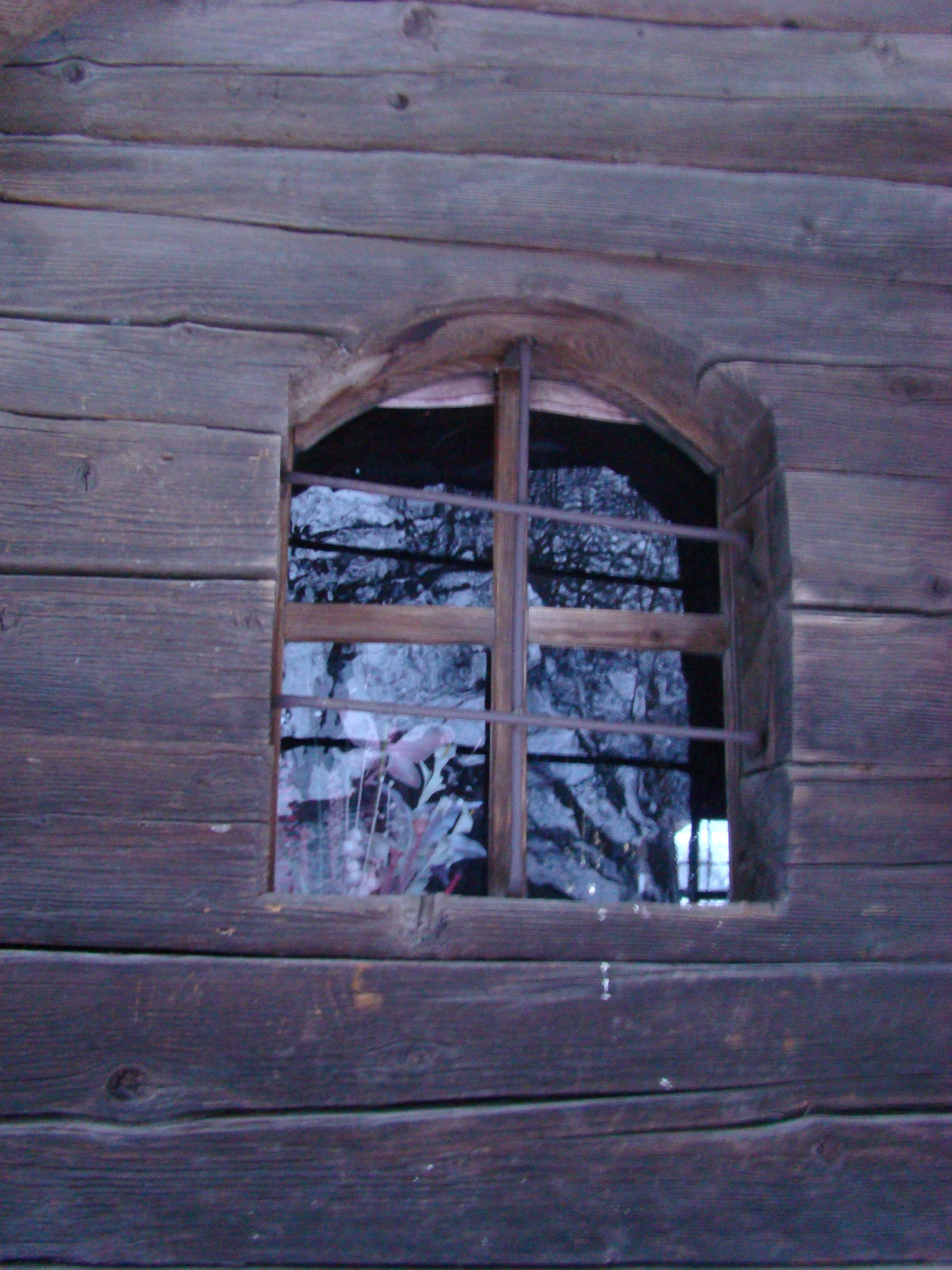
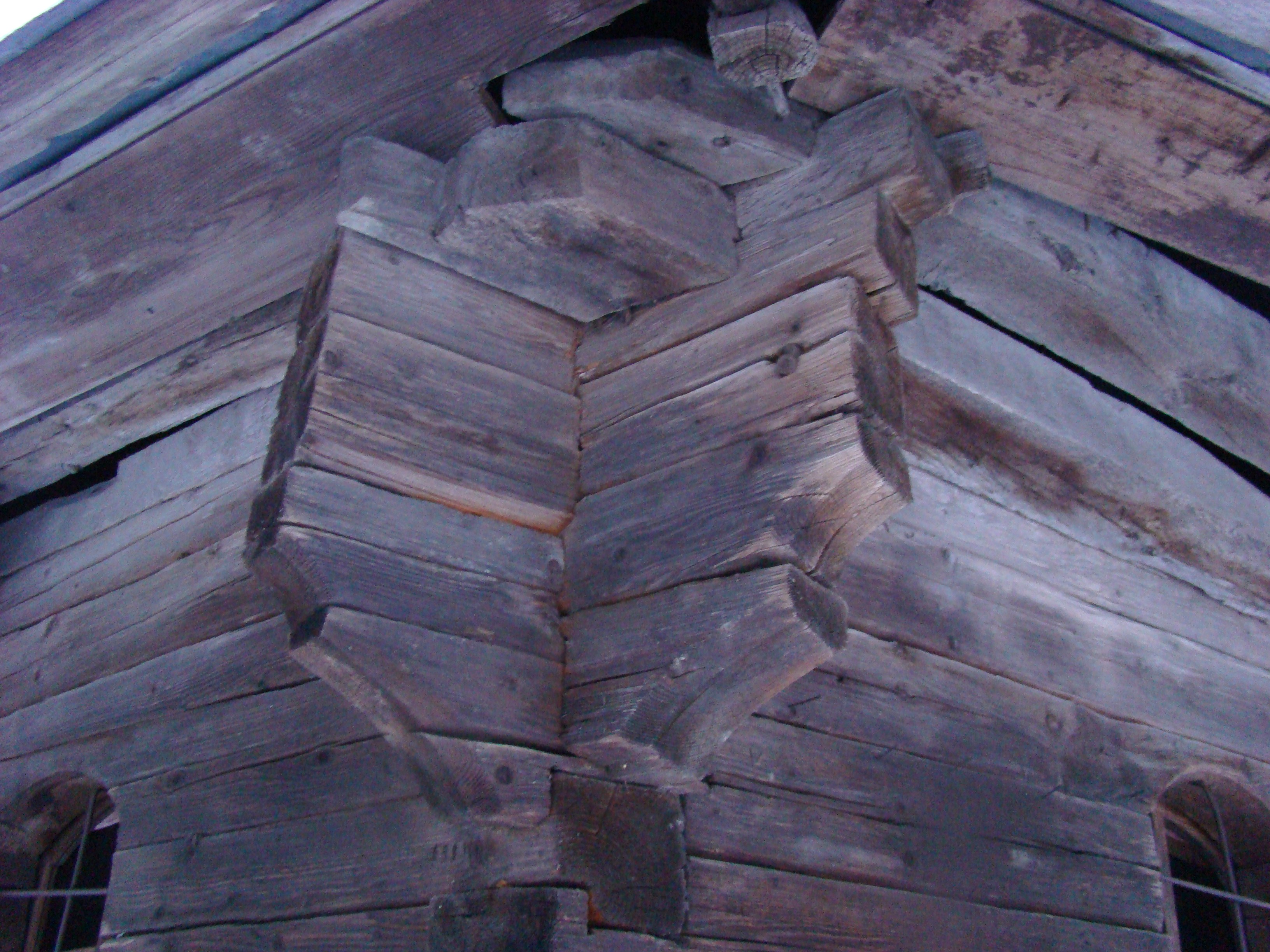
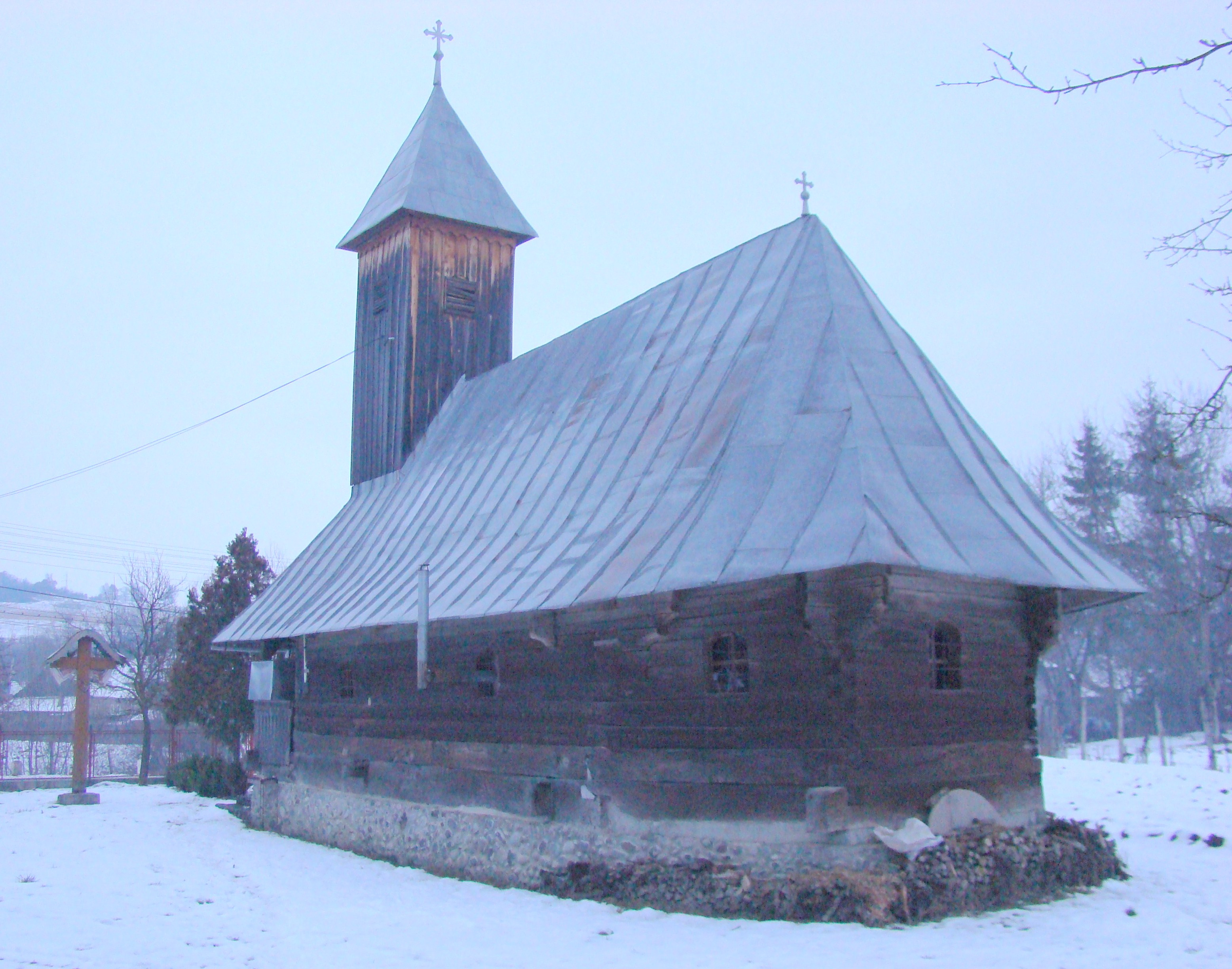
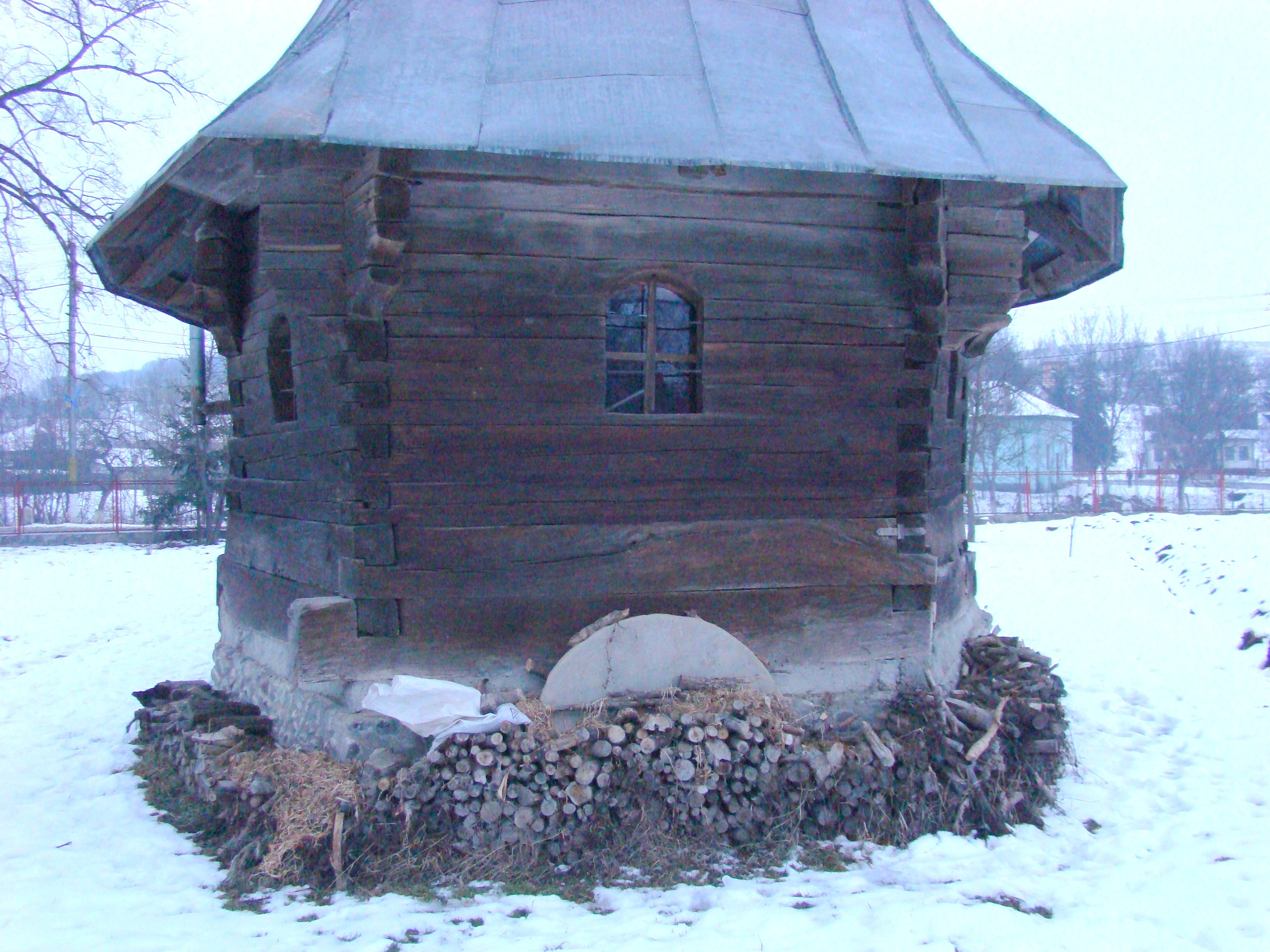
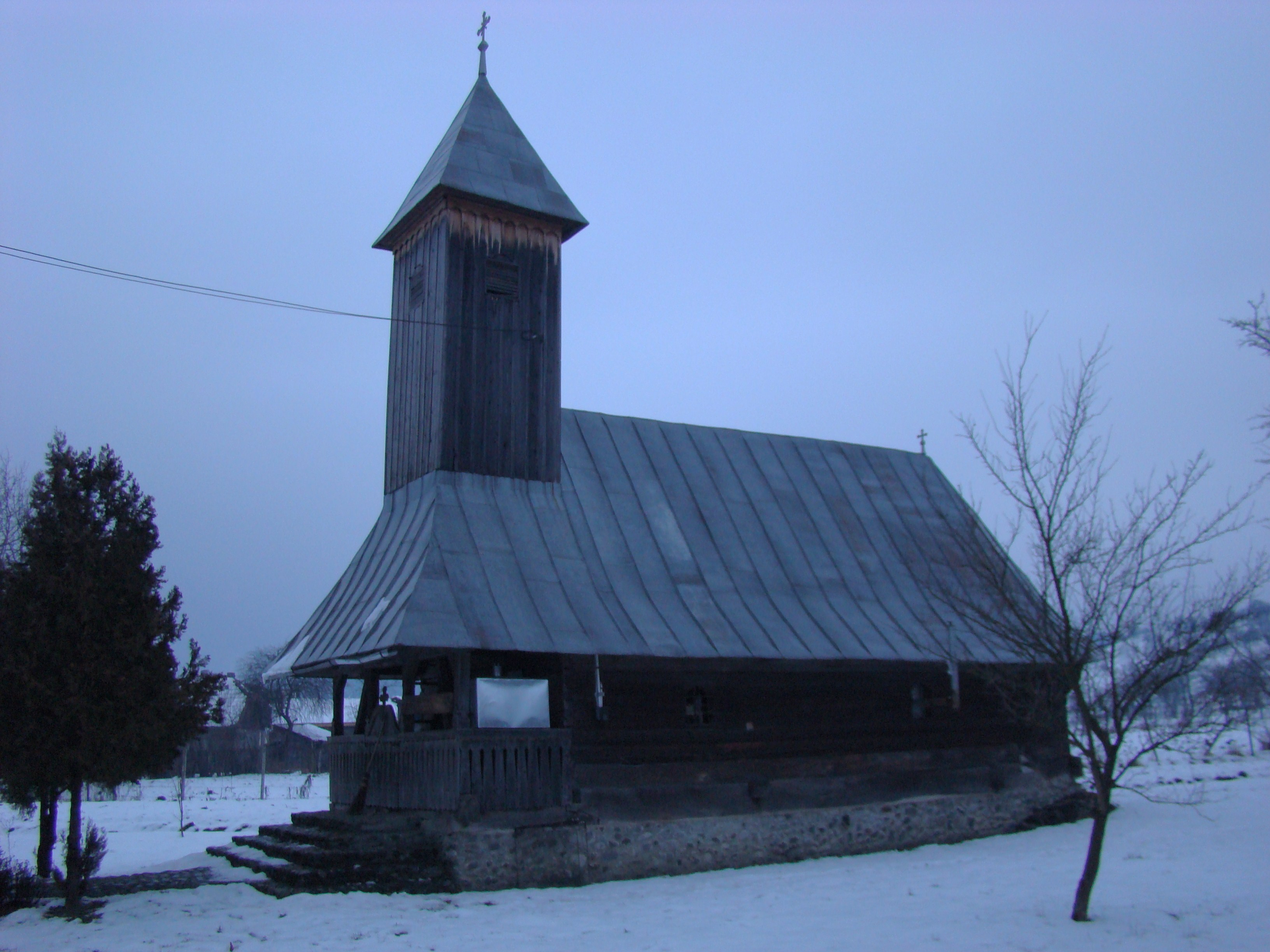
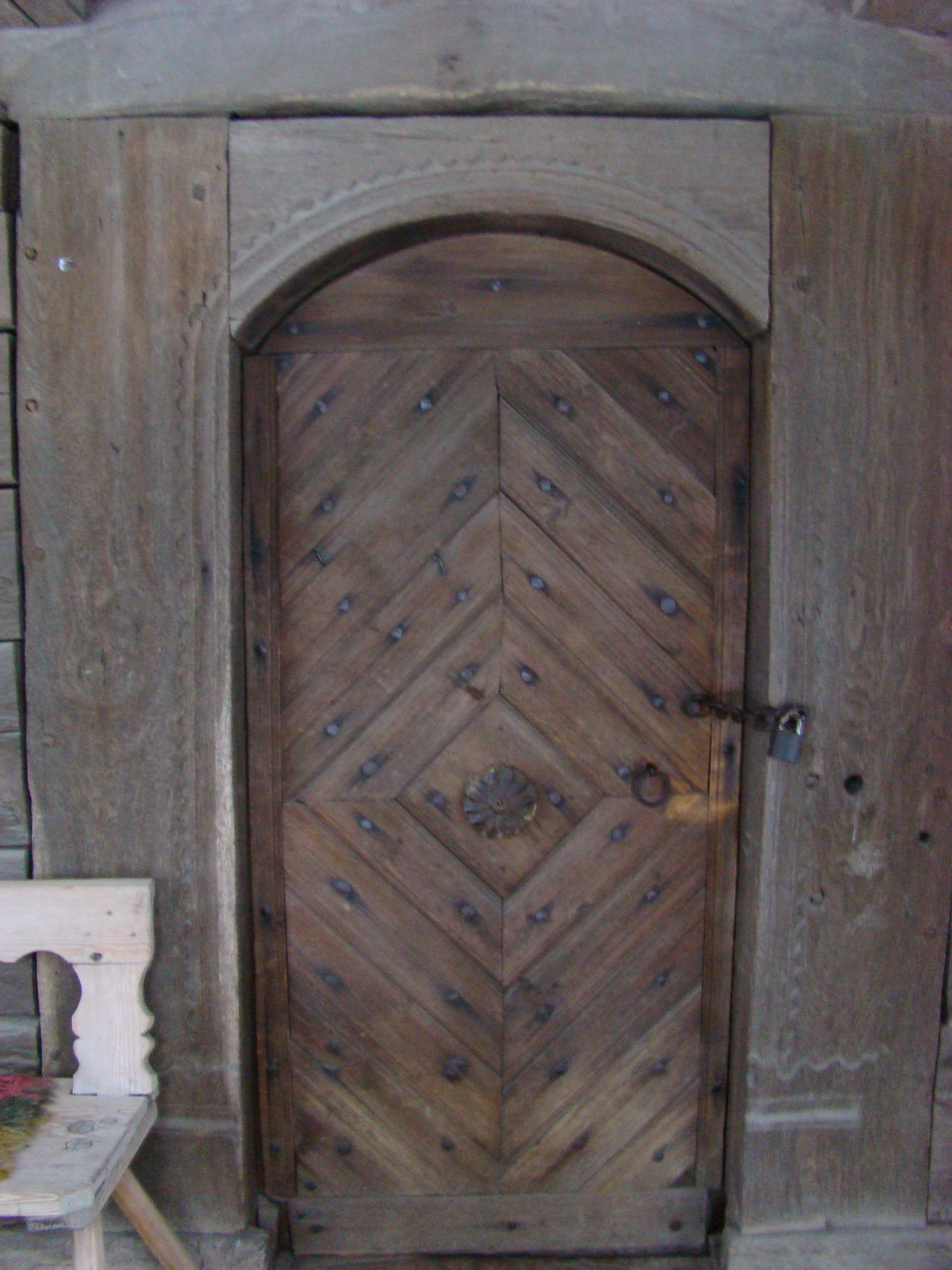

## Istoric
Biserica de lemn din Beica de Jos, cu hramul Sfântul Nicolae se află în centrul satului și este construită din bârne de lemn de stejar și brad în formă de navă cu boltă. Anul construcției nu se cunoaște cu exactitate, ci numai anul 1692 când a fost mutată din cimitirul de sus, numit românesc, în jurul căruia locuiau românii ortodocși. Ea deservea și satul Beica de Sus din apropiere. În documentele parohiei reformate se menționează cum baronul Bornemisza ajutase pe români cu 100 de scânduri și 6000 de țigle mici, deoarece le era milă de ei și nu aveau bani pentru reparație. Biserica nu a fost pictată niciodată, dar are o serie de icoane de o inestimabilă valoare, pictate la scoala de pictură a preotului Popa Șapcă din Iernuțeni precum și icoane de la Nicula. De-a lungul timpului a fost reparată de mai multe ori după cum reiese din documente: la 1817 reparată după o furtună, 1901 a fost ridicat turnul de lemn, în 1989 a fost strămutată pe locul actual, dintre cei doi tei din apropiere, deoarece tălpile bisericii începuseră să putrezească și era prea aproape de șosea. Lucrările s-au terminat în 1990 când a fost și resfințită de IPS Andrei al Alba-Iuliei. Biserica astăzi este filie a Parohiei Ortodoxe Române Beica de Sus. De-a lungul timpului a avut o serie de preoți slujitori: pr. Dănila Matei, pr. Dănescu Hârsan, pr. Mărieșan Mihăilă, pr. Nicoară Victor, pr. Cioloca Augustin, pr. Ciubotaru Grigore, pr. Porumbiu Polieuct Nicolae, pr. Cocian Traian, pr. Sabău Josif, pr. Moldovan Vasile, pr. Fărcaș Vasile, pr. Hațegan Gheorghe, pr. Halațiu Mircea , pr. Halațiu Vasile, pr.Ionuț Timoce, iar actualmente pr. Halațiu Mircea Andrei. 